# Liste der Gerechten unter den Völkern aus Kroatien

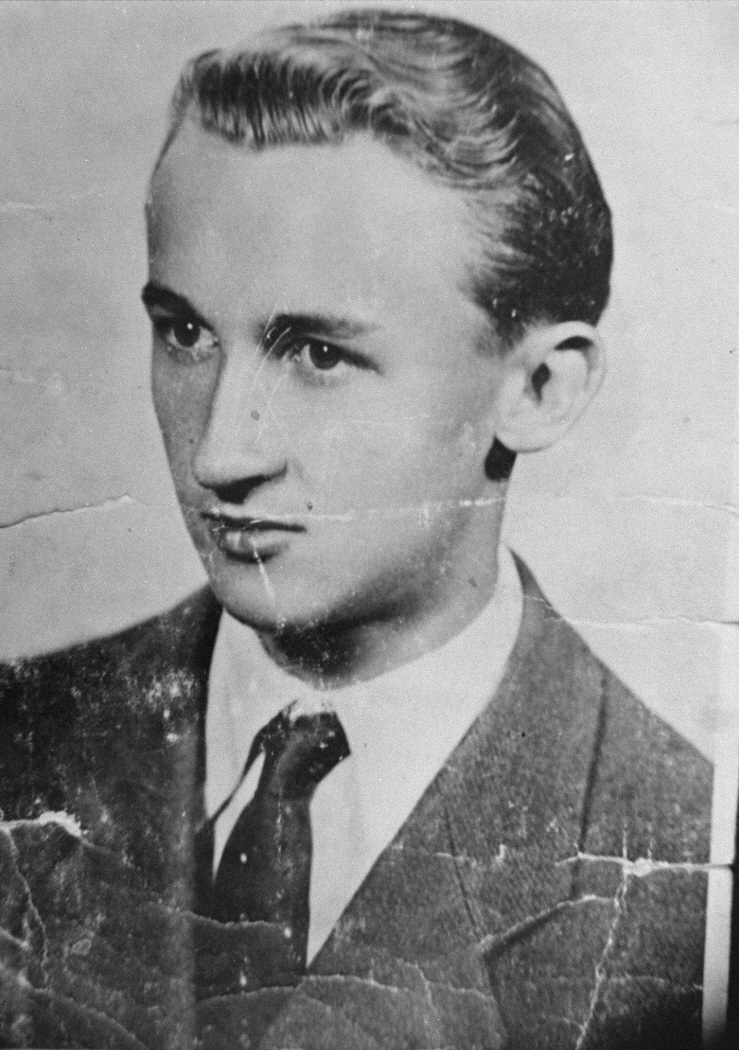
Ivan Vranetić, kroatischer Gerechter unter den Völkern und 20 Jahre Vorsitzender der Organisation „Gerechte unter den Völkern“ in Israel

Die Liste der Gerechten unter den Völkern aus Kroatien führt in alphabetischer Reihenfolge diejenigen Kroaten und Kroatinnen auf, die von der Gedenkstätte Yad Vashem mit dem Titel Gerechter unter den Völkern geehrt wurden.

## Hintergrund
Anfang der 1940er Jahre lebten in Kroatien, das zu diesem Zeitpunkt Teil des Königreichs Jugoslawien war, etwa 25.000 Juden. Am 6. April 1941 griff die deutsche Wehrmacht in ihrem Balkanfeldzug das Königreich Jugoslawien und das Königreich Griechenland an und besetzte – unterstützt durch italienische, bulgarische und ungarische Truppen – beide Länder innerhalb weniger Wochen. Mit Unterstützung Deutschlands und Italiens gelangte in Kroatien die ultranationalistische Ustascha-Bewegung an die Macht und es wurde der Unabhängige Staat Kroatien, ein Vasallenstaat der Achsenmächte unter Führung von Diktator Ante Pavelić, gegründet. Die Rassengesetze des Unabhängigen Staates Kroatien folgten dem Vorbild der Nürnberger Gesetze im NS-Staat und richteten sich gegen Juden, Roma und Serben. Juden mussten Armbinden mit dem Buchstaben „Ž“ für „Židov“ (Jude) tragen. Bereits im April 1941 brannten kroatische Synagogen und der jüdische Friedhof in Osijek wurde zerstört. Die Juden wurden in die von der Ustascha errichteten Konzentrationslager verschleppt. Im berüchtigsten dieser Konzentrationslager, dem KZ Jasenovac, wurden 20.000 Juden ermordet. Nur 5.000 kroatische Juden überlebten den Krieg, die meisten als Soldaten der Nationalen Befreiungsarmee von Josip Broz Tito oder als Exilanten in der italienisch besetzten Zone.
Israel hat nach der Staatsgründung 1948 den Ehrentitel Gerechter unter den Völkern (hebräisch חסיד אומות העולם Chassid Umot ha-Olam) eingeführt, um nichtjüdische Einzelpersonen zu ehren, die unter nationalsozialistischer Herrschaft während des Zweiten Weltkriegs ihr Leben einsetzten, um Juden vor der Ermordung zu retten.
130 Kroaten und Kroatinnen erhielten bisher (Stand: 1. Januar 2022) für die Rettung jüdischer Mitbürger den Titel Gerechter unter den Völkern.

## Liste
Die Liste ist alphabetisch nach Nachnamen geordnet. Hinter dem Namen ist jeweils das Geburtsdatum, das Sterbedatum, der Ort der Rettungsaktion, der Grund der Ehrung und das Jahr der Ehrung angegeben. Sofern die Liste Personen enthält, die nicht in der Liste der Kroaten von Yad Vashem auftauchen, ist die Quelle angegeben. Gerade bei den Staaten, die nach dem Zerfall Jugoslawiens entstanden sind, gibt es häufig Uneinigkeit über die nationale Zugehörigkeit der Retter, woraus sich Abweichungen zwischen verschiedenen Quellen ergeben. Die Schreibweise der Namen richtet sich – sofern die Personen dort erwähnt sind – nach der Schreibweise in der kroatischen Wikipedia, da Yad Vashem nur die auch im Englischen üblichen Standardbuchstaben nutzt.
| Name                      | Geboren       | Gestorben     | Ort der Rettung             | Grund der Ehrung | Jahr |
| ------------------------- | ------------- | ------------- | --------------------------- | --- | ---- |
| Dr. Ivan Antunac          | 29. Juli 1910 |               | Zagreb                      | Dr. Ivan Antunac, ein Rechtsanwalt aus Šibenik und Kommunist, ermöglichte – nach dem deutschen Einmarsch in Jugoslawien und der Übergabe des Gebiets an die Ustascha – der Jüdin Dita Koranic und ihren beiden Kindern im Mai 1941 die Flucht aus Zagreb in die italienische Besatzungszone. Auch seinen Freunden Blanka Schaffer und ihrem Ehemann George Schaffer half er bei der Ausreise aus Zagreb. Er verschaffte ihnen eine Reisegenehmigung, versteckte sie einige Tage in seinem Haus in Šibenik und begleitete sie dann nach Split. Anschließend verhalf er George Schaffers Bruder Andrew Schaffer und seiner Mutter Irene Schaffer zur Flucht in die italienische Besatzungszone. | 1999 |
| Dragica Bartulović        |               |               | Split                       | Olga Bartulović vermietete von Juni 1941 bis 1943 ein Zimmer in ihrem Haus in Split an die jüdische Familie Erna und Shmuel Nahmias und ihre drei Kinder, die aus Banja Luka nach Split geflohen war. Nach der Kapitulation Italiens vor den Alliierten und dem Einmarsch der Deutschen riet Olga Bartulović den Nahmiases sich zu verstecken und die brachte die ganze Familie in ein Kloster, wo sie vorübergehend leben konnte. Als das Kloster für die jüdische Familie zu unsicher wurde schmuggelten Olga Bartulović und ihre Schwägerin, Dragica Bartulović, die Nahmiases in das von den Partisanen kontrollierte Gebiet, wo sie bis zum Ende des Krieges bleiben konnten. | 1963 |
| Olga Bartulović           |               |               | Split                       | Olga Bartulović vermietete von Juni 1941 bis 1943 ein Zimmer in ihrem Haus in Split an die jüdische Familie Erna und Shmuel Nahmias und ihre drei Kinder, die aus Banja Luka nach Split geflohen war. Nach der Kapitulation Italiens vor den Alliierten und dem Einmarsch der Deutschen riet Olga Bartulović den Nahmiases sich zu verstecken und die brachte die ganze Familie in ein Kloster, wo sie vorübergehend leben konnte. Als das Kloster für die jüdische Familie zu unsicher wurde schmuggelten Olga Bartulović und ihre Schwägerin, Dragica Bartulović, die Nahmiases in das von den Partisanen kontrollierte Gebiet, wo sie bis zum Ende des Krieges bleiben konnten. | 1963 |
| Branko Bauer              |               |               | Zagreb                      | Čedomir Bauer und sein Sohn Branko Bauer vermieteten ab Frühjahr 1943 ein Zimmer in ihrem Haus an die Jüdin Ljerka Mikac, die sich zuvor bei den Schwestern Ida Obradović und Olga Obradović in Zagreb versteckt hatte. Die Bauers wussten zunächst nicht, dass Ljerka Mikac Jüdin ist, beherbergen sie aber auch weiter, nachdem diese es ihnen mitgeteilt hatte. | 1992 |
| Čedomir Bauer             | 1900          |               | Zagreb                      | Čedomir Bauer und sein Sohn Branko Bauer vermieteten ab Frühjahr 1943 ein Zimmer in ihrem Haus an die Jüdin Ljerka Mikac, die sich zuvor bei den Schwestern Ida Obradović und Olga Obradović in Zagreb versteckt hatte. Die Bauers wussten zunächst nicht, dass Ljerka Mikac Jüdin ist, beherbergen sie aber auch weiter, nachdem diese es ihnen mitgeteilt hatte. | 1992 |
| Mate Bedrica              | 7. Sep. 1886  | 24. Mai 1964  | Skradin                     | Mate Bedrica, ein Weinhändler aus Skradin, besorgte für die Frau und die Tochter seines jüdischen Geschäftsfreundes Armin Borović im November 1941 Reiseerlaubnisse und Dokumente, die ihre Aufenthaltserlaubnis in der italienischen Besatzungszone bescheinigten, und schickte sie nach Vinkovci. Mit ihnen flohen Jelka Borović und ihre Mutter Margita Borović von dort nach Šibenik und versteckten sich für einige Zeit in Bedricas Haus. Anschließend brachte Bedrica sie nach Metković, wo sie wieder mit Ilan Borović und seinem Vater Armin Borović vereint wurden, die auf anderen Wegen aus ihrem Heimatort Vinkovci vor der Deportation geflohen waren. | 1989 |
| Ivana Belajec             | 1907          | 1983          | Zagreb                      | Ivana Belajec, eine gut situierte Geschäftsfrau aus Zagreb, versteckte in ihrem Haus ab 1941 die österreichische Jüdin Franciska Brand und besorgte für sie „arische“ Ausweispapiere. Franciska Brand war 1938 nach Jugoslawien geflohen und arbeitete hier als private Deutschlehrerin. Ab 1941 unterrichtete sie die drei Kinder von Ivana Belajec und konnte sich bei der Familie bis zum Ende des Krieges verstecken. | 2003 |
| Jozefina Belic            |               |               | Zagreb                      | Jozefina Belic und ihre Tochter Đurđa Peternel-Belic versteckten im Winter 1941 und 1942 in Zagreb zweimal für einige Zeit die 20-jährige Jüdin Vera Schwabenić, eine Freundin von Đurđa Peternel-Belic. | 2004 |
| Antun Benčević            | 22. Sep. 1925 |               | Zemun                       | Antun Benčević, ein Aktivist der Partisanen Jugoslawiens aus Zemun, war maßgeblich an der Rettung vieler Juden vor der Deportation in die kroatischen Konzentrationslager beteiligt. Sein Haus wurde zu einem Stützpunkt für die Erstellung falscher Ausweispapiere und Aufenthaltsgenehmigungen. Es gelang der Widerstandszelle um Benčević siebenunddreißig Juden zu retten, die mit Hilfe dieser Papiere aus Zemun heraus geschleust werden konnten. Als am 26. Juli 1942 die Juden der Gegend durch die Ustascha zusammengetrieben wurden, um die Männer nach Jasenovac und die Frauen nach Stara Gradiška zu deportieren, gelang es Antun Benčević den Juden Pavle Belah in seinem Haus und dem Haus von Freunden zu verstecken und dann aus der Stadt zu bringen. Antun Benčevićs Schwester Mira Cvijović (geb. Benčević) kümmerte sich um Pavle Belah und schützte ihn vor den Durchsuchungen der Deutschen und der Ustascha. Sie wurde von der Gestapo wegen des Verdachts der Judenhilfe verhaftet und am 8. September 1942 hingerichtet. | 1994 |
| Mira Benčević             |               | 8. Sep. 1942  | Zemun                       | Antun Benčević, ein Aktivist der Partisanen Jugoslawiens aus Zemun, war maßgeblich an der Rettung vieler Juden vor der Deportation in die kroatischen Konzentrationslager beteiligt. Sein Haus wurde zu einem Stützpunkt für die Erstellung falscher Ausweispapiere und Aufenthaltsgenehmigungen. Es gelang der Widerstandszelle um Benčević siebenunddreißig Juden zu retten, die mit Hilfe dieser Papiere aus Zemun heraus geschleust werden konnten. Als am 26. Juli 1942 die Juden der Gegend durch die Ustascha zusammengetrieben wurden, um die Männer nach Jasenovac und die Frauen nach Stara Gradiška zu deportieren, gelang es Antun Benčević den Juden Pavle Belah in seinem Haus und dem Haus von Freunden zu verstecken und dann aus der Stadt zu bringen. Antun Benčevićs Schwester Mira Cvijović (geb. Benčević) kümmerte sich um Pavle Belah und schützte ihn vor den Durchsuchungen der Deutschen und der Ustascha. Sie wurde von der Gestapo wegen des Verdachts der Judenhilfe verhaftet und am 8. September 1942 hingerichtet. | 1994 |
| Tihomil Beritić           | 1920          |               | Zagreb                      | Zina-Gertruda Beritić und ihr Sohn Tihomil Beritić versteckten und kümmerten sich von 1942 bis Kriegsende um das jüdische Kleinkind Dina Büchler. Dina war Anfang 1942 von einem Unbekannten in das Büro der jüdischen Gemeinde in Zagreb zu Blanka Fürst gebracht worden. Diese erkannte, dass es sich um die Tochter ihrer Cousine handelt, die zusammen mit ihrer Mutter in das Lager Loborgrad verschleppt worden war. Blanka Fürst gab das Kind zunächst gegen Bezahlung in die Obhut einer christlichen Frau, später – als sie sich den Partisanen anschloss – bat sie ihre Freundin aus Vorkriegstagen, Zina-Gertruda Beritić, sich um den Säugling zu kümmern. | 1994 |
| Zina-Gertruda Beritić     |               |               | Zagreb                      | Zina-Gertruda Beritić und ihr Sohn Tihomil Beritić versteckten und kümmerten sich von 1942 bis Kriegsende um das jüdische Kleinkind Dina Büchler. Dina war Anfang 1942 von einem Unbekannten in das Büro der jüdischen Gemeinde in Zagreb zu Blanka Fürst gebracht worden. Diese erkannte, dass es sich um die Tochter ihrer Cousine handelt, die zusammen mit ihrer Mutter in das Lager Loborgrad verschleppt worden war. Blanka Fürst gab das Kind zunächst gegen Bezahlung in die Obhut einer christlichen Frau, später – als sie sich den Partisanen anschloss – bat sie ihre Freundin aus Vorkriegstagen, Zina-Gertruda Beritić, sich um den Säugling zu kümmern. | 1994 |
| Nevenka Barić             |               |               | Sarajevo und Split          | Nevenka Barić, eine junge Frau mit linken Ansichten aus Sarajevo, und ihr kommunistischer Freund Velkjo Džiković versorgten 1941 die Jüdin Gonda Israel mit gefälschten Transitpapieren für die italienische Zone, brachten sie von Sarajevo nach Split, wo sie für einige Zeit im Elternhaus von Nevenka Barić leben konnte. Gonda Israel, die dadurch den Verfolgungen der Ustascha in Sarajevo entging, blieb in Split, wo sie Freunde hatte. Nevenka Barić und Velkjo Džiković schlossen sich den Partisanen an. | 2001 |
| Marko Božić               |               |               | Stojanovići                 | Marko Bozic, ein Kommunist aus dem Bergdorf Stojanovići, und seine Familie versteckten von März 1942 bis Mai 1945 die dreiköpfige jüdische Familie Sinković-Singer aus Osijek auf ihrem Dachboden. | 1989 |
| Ivan Breskvar             | 3. Apr. 1905  | 7. Mai 1986   | Varazdin und Cerje Nebojse  | Ivan Breskvar, ein in Ljubljana geborener Textilingenieur und Leiter einer Seidenweberei, der seit 1931 in Varaždin lebte und arbeitete, half dem jüdischen Chemieingenieur Milan Blass bei der Rettung von zwei jüdischen Kindern. Als im Herbst 1942 Milans Tante Zdenka Hary und seine Schwester Renata Rosner deportiert wurden, nahm sich Blass, der ein Zertifikat als unentbehrlicher Arbeiter besaß, dem fünf Monate alten Vedran Hary und dem vierjährigen Artur Rosner an. Artur Rosner behielt Blass zunächst bei sich. Vedran Hary wurde durch Ivan Breskvar mit dem Fahrrad zur Familie Kumrić in Cerje Nebojse, einem etwa 50 km entfernten Dorf, gebracht. Als nach einiger Zeit der Aufenthalt von Artur Rosner in Varaždin zu gefährlich wurde, kam Breskvar seinem Bekannten Milan Blass erneut zu Hilfe und brachte Artur in das entfernte Dorf. Die beiden jüdischen Kinder blieben bei den Kumrićes bis zum Ende des Krieges. | 1998 |
| Matej Buterin             |               |               | Zagreb                      | Matej Buterin, ein Angestellter aus Zagreb, der sich dem kommunistischen Untergrund angeschlossen hatte, und seine verheiratete Schwester Anka Oštrić, besorgten im April 1941 Blanko-Ausweispapiere mit einem Gemeindestempel aus Novigrad und schmuggelten damit Buterins jüdischen Arbeitgeber und Freund Lavoslav Herman, dessen Familie und Vlado Benedik aus Zagreb in die italienischen Zone. Einen Monat später schmuggelten Buterin und Oštrić auch die beiden Schwestern von Benedik, Mima (später Veber) und Erna (später Švarc), aus Zagreb und im September 1941 gelang die Ausschleusung von Milan und Viktorija Hafner und ihrer 17-jährigen Tochter Vera. | 1984 |
| Karel Car                 |               | 1985          | Zagreb                      | Karlo Car, ein Untergrundaktivist aus Zagreb, war während des Krieges an der Rettung von Juden beteiligt, indem er sie in Verstecke brachte, ihnen in seinem Haus Unterschlupf gewährte und ihnen falsche Papiere besorgte. Im Mai 1942 versteckte er zusammen mit seiner Frau Marija Car eine jüdische Familie – Alfred Vajs, seine Frau Lili und ihren 15-jährigen Sohn Ivan – für ein paar Tage in seinem Haus, brachte sie nach einer Hausdurchsuchung durch die Ustascha getrennt bei anderen Untergrundaktivisten unter und beschaffte Ausweispapiere, die der jüdischen Familie die Flucht aus Zagreb ermöglichten. | 1997 |
| Marija Car                |               | 1982          | Zagreb                      | Karlo Car, ein Untergrundaktivist aus Zagreb, war während des Krieges an der Rettung von Juden beteiligt, indem er sie in Verstecke brachte, ihnen in seinem Haus Unterschlupf gewährte und ihnen falsche Papiere besorgte. Im Mai 1942 versteckte er zusammen mit seiner Frau Marija Car eine jüdische Familie – Alfred Vajs, seine Frau Lili und ihren 15-jährigen Sohn Ivan – für ein paar Tage in seinem Haus, brachte sie nach einer Hausdurchsuchung durch die Ustascha getrennt bei anderen Untergrundaktivisten unter und beschaffte Ausweispapiere, die der jüdischen Familie die Flucht aus Zagreb ermöglichten. | 1997 |
| Bela-Veronika Cargonja    |               | 1979          | Svilno und Čavle            | Bela-Veronika Cargonja, eine kommunistische Untergrundaktivistin aus Svilno, versteckte 1941 in ihrem Haus den 17-jährigen Juden Avram Eskenazi. Auf der Flucht vor faschistischen paramilitärischen Einheiten brachte Cargonja ihn in das Dorf Čavle und besorgte ihm gefälschte italienische Ausweispapiere mit denen er erst nach Slowenien, dann nach Italien fliehen konnte, wo er sich den italienischen Partisanen anschloss. | 1999 |
| Alfred Carnelutti         |               |               | Zagreb                      | Alfred Carnelutti, ein reicher Industrieller italienischer Herkunft aus Zagreb, seine Frau Vera und sein Sohn Mario versteckten nach dem Einmarsch der Deutschen und ihrer Verbündeten in Kroatien in ihrem Haus Izidor Hahn, den fünfzehnjährigen jüdischen Klassenkameraden von Mario Carnelutti. Einige Zeit später versteckten sie auch den Onkel von Izidor Hahn, dem es gelungen war aus dem Konzentrationslager Jasenovac zu fliehen. Die Familie Carnelutti half auch anderen Juden, darunter Štefi Izrael, Frau Adler und Prof. Singer. Sie beschafften für sie geeignete Ausweispapiere und halfen ihnen im Februar 1942, nach Sušak in der italienischen Besatzungszone zu gelangen. | 1984 |
| Mario Carnelutti          |               |               | Zagreb                      | Alfred Carnelutti, ein reicher Industrieller italienischer Herkunft aus Zagreb, seine Frau Vera und sein Sohn Mario versteckten nach dem Einmarsch der Deutschen und ihrer Verbündeten in Kroatien in ihrem Haus Izidor Hahn, den fünfzehnjährigen jüdischen Klassenkameraden von Mario Carnelutti. Einige Zeit später versteckten sie auch den Onkel von Izidor Hahn, dem es gelungen war aus dem Konzentrationslager Jasenovac zu fliehen. Die Familie Carnelutti half auch anderen Juden, darunter Štefi Izrael, Frau Adler und Prof. Singer. Sie beschafften für sie geeignete Ausweispapiere und halfen ihnen im Februar 1942, nach Sušak in der italienischen Besatzungszone zu gelangen. | 1984 |
| Vera Carnelutti           |               |               | Zagreb                      | Alfred Carnelutti, ein reicher Industrieller italienischer Herkunft aus Zagreb, seine Frau Vera und sein Sohn Mario versteckten nach dem Einmarsch der Deutschen und ihrer Verbündeten in Kroatien in ihrem Haus Izidor Hahn, den fünfzehnjährigen jüdischen Klassenkameraden von Mario Carnelutti. Einige Zeit später versteckten sie auch den Onkel von Izidor Hahn, dem es gelungen war aus dem Konzentrationslager Jasenovac zu fliehen. Die Familie Carnelutti half auch anderen Juden, darunter Štefi Izrael, Frau Adler und Prof. Singer. Sie beschafften für sie geeignete Ausweispapiere und halfen ihnen im Februar 1942, nach Sušak in der italienischen Besatzungszone zu gelangen. | 1984 |
| Dr. Smiljan Franjo Čekada | 1902          | 18. Jan. 1976 | Skopje, Janjeva und Letnica | Dr. Smiljan Franjo Čekada war seit August 1940 Bischof von Skopje. Als am 11. März 1943 zur Vorbereitung der Deportation in die Vernichtungslager mehr als 7.000 mazedonische Juden zusammengetrieben und in die Lagerhallen des Tabakkonzerns Monopol in Skopje gebracht wurden, sandte Čekada einen Protestbrief an den Polizeikommandanten von Skopje, Asen Bogdanow, in dem er die Freilassung der Juden forderte. Der Bischof riskierte sein Leben nicht nur, indem er sich offen gegen die Nazis stellte, sondern er versteckte auch mindestens fünf jüdische Kinder in den Räumlichkeiten der katholischen Kirche in Skopje und später in den katholischen Klöstern Letnica und Janjevo. Unter den Kindern, die durch sein Eingreifen gerettet wurden, waren Shaul Gattegno, Albert Mussafia und Erica Weingruber. | 2011 |
| Vid Cop                   | 1909          | 15. Feb. 1983 | Sarajevo                    | Vid Cop versteckte die Jüdin Fanika Hana Lucic. | 2014 |
| Anka Crndic               |               | 1972          | Koprivnica                  | Anka Crndić, eine leitende Angestellte in der Anwaltskanzlei des jüdischen Rechtsanwalts Richard Steiner in Koprivnica, gelang nach dem Einmarsch der Deutschen in Kroatien am 10. April 1941 die Rettung der Ehefrau und Kinder von Richard Steiner. Richard Steiner wurde in das Konzentrationslager Jasenovac gebracht und am 15. November 1941 ermordet. Seine Frau Sylvia Steiner wurde zusammen mit ihren Kindern, dem 13-jährigen Silvio Steiner und dem 11-jährigen Mario Steiner, in das Lager Loborgrad für Frauen und Kinder deportiert. Anka Crndić erhielt die Erlaubnis Frau Steiner und ihren Kindern Lebensmittel in das Lager zu bringen. Aufgrund von Infektionskrankheiten im Lager wurden Silvio und Mario Steiner in ein Krankenhaus in Zagreb gebracht und dort von ihrer Tante Ljudmila Horvat (geb. Steiner) mitgenommen und in Zagreb versteckt. Anka Crndić organisierte die Flucht von Sylvia Steiner aus dem Lager und ermöglichte ihr in von der italienischen Armee kontrolliertes Gebiet zu gelangen. Danach gelang es ihr auch Silvio und Mario Steiner zu ihrer Mutter in die italienischen Besatzungszone zu schmuggeln. Hier wurden die Steiners von Anka Crndić mit Lebensmitteln und Geld versorgt und es gelang ihnen mit gefälschten Papieren, die ebenfalls von Crndić beschafft wurden, in die Schweiz zu fliehen. | 2005 |
| Ratimir Deletis           | 1910          |               | Tuzla                       | Ratimir Deletis aus Tuzla, einem aus Kroatien stammenden Staatsanwalt, gelang es 1941 die Ustascha durch seine Redekunst und seine juristische Brillanz vor Gericht zur Freilassung jüdischer Geiseln zu bewegen, die als Vergeltung für einige Angriffe auf Deutsche festgenommen worden waren, darunter David Domany und seinen Bruder. Im Januar 1942 – als die Ustascha mit der Deportation der Juden aus Tuzla und Travnik in die Konzentrationslager begann – fuhr er zusammen mit den Leiter der Ustascha in Tuzla nach Zagreb, um Eugen Dido Kvaternik, den Chef der Ustascha-Sicherheitsdienste zur Aufhebung der Deportationsbefehle für die Juden aus Tuzla zu bewegen. Nach langen Gesprächen erklärte sich Kvaternik bereit, 16 jüdische Familien freizulassen. Er knüpfte dies an die Bedingung, dass sie entweder zum Islam oder zum Christentum konvertieren. Durch die weitere Unterstützung der Behörden von Tuzla und durch Konvertierungszertifikate, die von der katholische Kirche und muslimischen Imamen ausgestellt wurden, gelang es auf diesem Wege 100 Juden zu retten, darunter David, Hermina und Ruben Domany, Lina, Ruben und Dina Wiesler, Edi Hirschbein, Elsa Kleiman, Hana Altaras und Hana Danon-Saban. | 1988 |
| Agata Djerek              |               | 1992          | Karlovac                    | Agata Đjerek, ein Kindermädchen aus dem Dorf Karlovac, arbeitete für die jüdische Familie Goldstein in Zagreb. Nach der Gründung des Unabhängigen Staates Kroatien am 10. April 1941 arbeitete sie weiter für die Familie Goldstein, obwohl es auf der Grundlage der im Juni 1941 erlassenen antisemitischen Gesetze Kroaten verboten war, für Juden zu arbeiten. Agata Đjerek wurde daher am 14. Juli 1941 zusammen mit ihrer jüdischen Arbeitgeberin Lea Goldstein verhaftet und beide wurden zwei Monate lang im Gefängnis von Karlovac inhaftiert. Nach ihrer Freilassung im September 1941 versteckte sie den Sohn der Familie Goldstein, Slavko Goldstein, zwei Monate lang in ihrem Elternhaus in Karlovac, da er von Deportation in ein Konzentrationslager bedroht war. Dann beschaffte sie für ihn gefälschte Ausweispapiere, mit denen er zu seiner Mutter in die italienische Zone gelangen konnte. | 2000 |
| Boris Dolinar             |               |               | Zagreb                      | Žarko Dolinar, ein sehr bekannter Tischtennisspieler und Sporttrainer aus Zagreb, und sein Bruder Boris Dolinar halfen zahlreichen Juden. Žarko Dolinar nutzte seine Popularität als Tischtennisweltmeister 1939 im Umgang mit der Ustascha und den Gemeindeämtern. Es gelang ihm Blankopapiere und Siegel der Gemeindeämter zu entwenden und – zusammen mit seinem Bruder – Reisegenehmigungen und Ausweispapiere für seine jüdischen Freunde und Bekannten zu erstellen. So holten sie beispielsweise die Jüdin Žuži Färler und ihre taubstummen Eltern in ihre Wohnung, erstellten Reisegenehmigungen und Ausweispapiere für sie und brachten die Familie persönlich mit dem Zug nach Sušak in der italienischen Besatzungszone. Anderen jüdischen Bekannten und Flüchtlingen vermittelten sie Kontakte zu den Partisanen. | 1993 |
| Prof. Žarko Dolinar       | 1920          |               | Zagreb                      | Žarko Dolinar, ein sehr bekannter Tischtennisspieler und Sporttrainer aus Zagreb, und sein Bruder Boris Dolinar halfen zahlreichen Juden. Žarko Dolinar nutzte seine Popularität als Tischtennisweltmeister 1939 im Umgang mit der Ustascha und den Gemeindeämtern. Es gelang ihm Blankopapiere und Siegel der Gemeindeämter zu entwenden und – zusammen mit seinem Bruder – Reisegenehmigungen und Ausweispapiere für seine jüdischen Freunde und Bekannten zu erstellen. So holten sie beispielsweise die Jüdin Žuži Färler und ihre taubstummen Eltern in ihre Wohnung, erstellten Reisegenehmigungen und Ausweispapiere für sie und brachten die Familie persönlich mit dem Zug nach Sušak in der italienischen Besatzungszone. Anderen jüdischen Bekannten und Flüchtlingen vermittelten sie Kontakte zu den Partisanen. | 1993 |
| Josip Eberhard            |               |               | Sarajevo                    | Josip Eberhardt und seine Frau Rosina Eberhardt versteckten in ihrem Haus in Sarajewo von September bis Oktober 1941 die vierköpfige jüdische Familie Kabilio. Josip Eberhardt besorgte seinem Arbeitgeber Leon Kabillo, dessen Frau Natalia und ihrem Sohn Yitzhak sowie Leon Kabilios Bruder falsche Ausweispapiere, mit denen sie nach Mostar ziehen konnten, das in der italienischen Besatzungszone lag. | 1995 |
| Rozika Eberhard           |               |               | Sarajevo                    | Josip Eberhardt und seine Frau Rosina Eberhardt versteckten in ihrem Haus in Sarajewo von September bis Oktober 1941 die vierköpfige jüdische Familie Kabilio. Josip Eberhardt besorgte seinem Arbeitgeber Leon Kabillo, dessen Frau Natalia und ihrem Sohn Yitzhak sowie Leon Kabilios Bruder falsche Ausweispapiere, mit denen sie nach Mostar ziehen konnten, das in der italienischen Besatzungszone lag. | 1995 |
| Miho Ercegović            | 10. Aug. 1893 |               | Dubrovnik                   | Miho Ercegović, der Besitzer einer Druckerei und einer Buchhandlung in Dubrovnik, und sein Sohn Velimir Ercegović unterstützten 1941 nach der Gründung des Unabhängigen Staates Kroatien mehrere ihrer jüdischen Angestellten und Freunde. Sie besorgten für Janica Neuman, Elvira Cohen und Harry Fischer und ihre Familien Reisegenehmigungen und finanzierten ihre Reise nach Italien. Velimir Ercegović reiste außerdem nach Zagreb, um seine jüdischen Freunde Šarika und Helga Weiss nach Dubrovnik zu holen, wo sie blieben, bis sie nach Italien gebracht werden konnten. 1942 holte Miho Ercegović die Jüdin Paula Rosenberger, die Mutter seines Freundes Slavko Radej (Rosenberger) aus Zagreb ab und versteckte sie bis zum Ende des Krieges in seinem Haus in Dubrovnik. | 1997 |
| Velimir Ercegović         | 29. Jan. 1915 |               | Dubrovnik                   | Miho Ercegović, der Besitzer einer Druckerei und einer Buchhandlung in Dubrovnik, und sein Sohn Velimir Ercegović unterstützten 1941 nach der Gründung des Unabhängigen Staates Kroatien mehrere ihrer jüdischen Angestellten und Freunde. Sie besorgten für Janica Neuman, Elvira Cohen und Harry Fischer und ihre Familien Reisegenehmigungen und finanzierten ihre Reise nach Italien. Velimir Ercegović reiste außerdem nach Zagreb, um seine jüdischen Freunde Šarika und Helga Weiss nach Dubrovnik zu holen, wo sie blieben, bis sie nach Italien gebracht werden konnten. 1942 holte Miho Ercegović die Jüdin Paula Rosenberger, die Mutter seines Freundes Slavko Radej (Rosenberger) aus Zagreb ab und versteckte sie bis zum Ende des Krieges in seinem Haus in Dubrovnik. | 1997 |
| Krista Filipović          |               |               | Zagreb                      | Marijan Filipović, ein Professor für Rechtswissenschaften an der Universität Zagreb, und seine Frau Krista Filipović retteten das Leben ihrer jüdischen Freundin Mira Reiss und deren Mutter Adela Reiss. Als 1941 die Verfolgungen und Deportationen der Juden begannen, versteckten sie die beiden Frauen zunächst in ihrem Haus, verschafften ihnen 1942 falsche Papiere, mit denen sie nach Tuzla in Bosnien gelangen konnten, versteckten sie später erneut in ihrem Haus in Zagreb und brachten sie dann nach Kraljevica an der Adriaküste, das in der italienischen Besatzungszone lag. Beide Frauen überlebten die Verfolgungen und den Krieg. | 1975 |
| Prof. Marijan Filipović   |               |               | Zagreb                      | Marijan Filipović, ein Professor für Rechtswissenschaften an der Universität Zagreb, und seine Frau Krista Filipović retteten das Leben ihrer jüdischen Freundin Mira Reiss und deren Mutter Adela Reiss. Als 1941 die Verfolgungen und Deportationen der Juden begannen, versteckten sie die beiden Frauen zunächst in ihrem Haus, verschafften ihnen 1942 falsche Papiere, mit denen sie nach Tuzla in Bosnien gelangen konnten, versteckten sie später erneut in ihrem Haus in Zagreb und brachten sie dann nach Kraljevica an der Adriaküste, das in der italienischen Besatzungszone lag. Beide Frauen überlebten die Verfolgungen und den Krieg. | 1975 |
| Kamilo Firinger           |               | 1984          | Osijek                      | Kamilo Firinger ermöglichte drei jüdischen Mitbürgern den illegalen Transfer aus Osijek. | 2021 |
| Ruža Fuchs                | 1910          |               | Zagreb                      | Ruža Fuchs, die kroatische Frau des bekannten jüdischen Journalisten Otto Fuchs, versteckte ab Juni 1942 den einjährigen jüdischen Säugling Vesna Domany in ihrem Haus. Ruža Fuchs hatte ihre Mutter Eva Domany mit dem Säugling auf der Straße kennengelernt und spontan Hilfe angeboten. Vesna Domany wurde ein Mitglied der Familie und weder das Kindermädchen noch die Nachbarn verrieten das Ehepaar Fuchs, die 1942 ihre erste Tochter und 1943 ihre zweite Tochter bekommen hatten. Nach der Gefangennahme und Hinrichtung von Otto Fuchs, der bei den Partisanen tätig war, zog Ruža Fuchs allein alle drei Kinder auf. Nach dem Krieg lebte Vesna Domany, die ab 1942 bei den Partisanen gekämpft hatte, einige Zeit im Haushalt von Ruža Fuchs, damit sich Vesna Domany an ihre „zweite Mutter“ gewöhnen konnte. | 1989 |
| Prof. Ante Fulgosi        | 30. Jan. 1917 | 2008          | Gospic                      | Ante Fulgosi, ein junger Assistenzarzt aus Gospic, rettete das Leben des jüdischen Medizinstudenten Emil Freundlich, der von der Deportation in das KZ Jadovno bedroht war. Als Freundlich ins Konzentrationslager eskortiert wurde, hatte er eine Beinverletzung davongetragen und wurde in einem Krankenhaus behandelt. Hier erreichte der Assistenzarzt Fulgosi, dass Freundlich im Krankenhaus bleiben konnte und von dort mit seinen Eltern in die italienische Besatzungszone fliehen konnte. Ante Fulgosi half auch seinem jüdischen Kollegen Davor Band in die italienische Besatzungszone zu gelangen, indem er ihm seine Ausweispapiere zur Verfügung stellte. | 2001 |
| Amalija Glojnaric         |               |               | Mače                        | Der Journalist Mirco Glojnaric, seine Schwester Plazenta Glojnaric, eine Lehrerin und ihre Mutter Amalia Glojnaric versteckten in Mače den Juden Paul Schreiner. | 2015 |
| Blazenka Glojnaric        | 1915          | 21. Sep. 1943 | Mače                        | Der Journalist Mirco Glojnaric, seine Schwester Plazenta Glojnaric, eine Lehrerin und ihre Mutter Amalia Glojnaric versteckten in Mače den Juden Paul Schreiner. | 2015 |
| Mirko Glojnaric           | 1914          | 21. Sep. 1943 | Mače                        | Der Journalist Mirco Glojnaric, seine Schwester Plazenta Glojnaric, eine Lehrerin und ihre Mutter Amalia Glojnaric versteckten in Mače den Juden Paul Schreiner. | 2015 |
| Antun Golubic             | 17. Jan. 1903 | 15. Nov. 1978 | Ludbreg                     | Antun und Gabrijela Golubic versteckten in Ludbreg Chaim Janko Jakob Mozes. | 2020 |
| Gabrijela Golubic         | 3. Okt. 1912  | 1. Dez. 1984  | Ludbreg                     | Antun und Gabrijela Golubic versteckten in Ludbreg Chaim Janko Jakob Mozes. | 2020 |
| Marija Guina              | 1903          |               | Metkovic                    | Marija Guina und ihre Tochter Xenia aus Metković versteckten ab Oktober 1941 in ihrem Haus für zwei Jahre Loti Altarac aus Sarajevo, die jüdische Schulfreundin von Xenia. | 1995 |
| Franjo Hocenski           | 12. Mai 1909  |               | Orahovica                   | Franjo Hocenski, seine Frau Milica Hocenski und seine Mutter Julijana Hocenski aus Orahovica, nahmen im August 1942 die hochschwangere Jüdin Ela Engelman aus Osijek bei sich auf, die der Deportation in ein Durchgangslager und von dort nach Jasenovac entgangen war. Im Haus der Hocenskis brachte Ela Engelman ihre Tochter Zdenka Engelmann auf die Welt, der von Engelmann und den Hocenskis – um nicht die Argwohn der Nachbarn zu erregen – getauft wurde. Mutter und Tochter blieben bei den Hocenskis bis nach dem Ende des Krieges. Die Familie Hocenski rettete außerdem Julije Brückner und Ana Brückner, ein älteres jüdisches Ehepaar aus Orahovica, die sie mit Lebensmitteln versorgten und für einige Zeit in ihrem Haus versteckten. | 1999 |
| Milica Hocenski           |               |               | Orahovica                   | Franjo Hocenski, seine Frau Milica Hocenski und seine Mutter Julijana Hocenski aus Orahovica, nahmen im August 1942 die hochschwangere Jüdin Ela Engelman aus Osijek bei sich auf, die der Deportation in ein Durchgangslager und von dort nach Jasenovac entgangen war. Im Haus der Hocenskis brachte Ela Engelman ihre Tochter Zdenka Engelmann auf die Welt, der von Engelmann und den Hocenskis – um nicht die Argwohn der Nachbarn zu erregen – getauft wurde. Mutter und Tochter blieben bei den Hocenskis bis nach dem Ende des Krieges. Die Familie Hocenski rettete außerdem Julije Brückner und Ana Brückner, ein älteres jüdisches Ehepaar aus Orahovica, die sie mit Lebensmitteln versorgten und für einige Zeit in ihrem Haus versteckten. | 1999 |
| Pavao Horvat              |               |               | Karlovac                    | Pavao Horvat, ein Hotelier aus Karlovac, half seinem jüdischen Bekannten Viktor Cohen und dessen Familie bei der Flucht aus Zagreb nach Karlovac und unterstützte die vierköpfige Familie fünf Monate lang finanziell. Horvat schmuggelte außerdem die Eltern von Ruža Cohen, Hugo und Sida Schlesinger, und ihren Bruder Hinko von Zagreb in die italienische Besatzungszone und händigte Ella und Ladislav Neubauer in Osijek Reisegenehmigungen aus, brachte sie nach Karlovac und versteckte sie zwei Wochen lang in seinem Haus. Alle Juden, denen Horvat geholfen hatte, überlebten den Krieg. Er selbst wurde wegen des Verdachts, Juden geholfen zu haben, verhaftet, nach Dachau deportiert, von wo er als gebrochener Mann zurückkehrte. | 1965 |
| Jozo Hrnkas               | 1900          | 29. Sep. 1981 | Seraing                     | Das kroatische Ehepaar Jozo und Katica Hrnkas, das aus Jugoslawien emigriert war und mit drei Kindern in Lüttich lebte, nahm 1941 das jüdische Kleinkind Thérèse-Toiba Adler bei sich auf, die Tochter von Ottokar Adler und seiner Frau Golda, die ebenfalls aus Jugoslawien nach Belgien eingewandert waren. Das Ehepaar Adler, das ein weiteres Kind, Sigmund Adler, bei Verwandten verstecken konnte, gelang – als die Deportation der Juden in Belgien begann – die Flucht in die Schweiz. Ihre Tochter Thérèse-Toiba wurde von den Hrnkas’ unter ihrem eigenen Namen bei der Gemeinde angemeldet und überlebte den Krieg. Ihr älterer Sohn Sigmund war entdeckt und im September 1944 nach Auschwitz deportiert worden, wo er ums Leben kam. | 2011 |
| Katica Hrnkas             | 1903          | 10. Jan. 1994 | Seraing                     | Das kroatische Ehepaar Jozo und Katica Hrnkas, das aus Jugoslawien emigriert war und mit drei Kindern in Lüttich lebte, nahm 1941 das jüdische Kleinkind Thérèse-Toiba Adler bei sich auf, die Tochter von Ottokar Adler und seiner Frau Golda, die ebenfalls aus Jugoslawien nach Belgien eingewandert waren. Das Ehepaar Adler, das ein weiteres Kind, Sigmund Adler, bei Verwandten verstecken konnte, gelang – als die Deportation der Juden in Belgien begann – die Flucht in die Schweiz. Ihre Tochter Thérèse-Toiba wurde von den Hrnkas’ unter ihrem eigenen Namen bei der Gemeinde angemeldet und überlebte den Krieg. Ihr älterer Sohn Sigmund war entdeckt und im September 1944 nach Auschwitz deportiert worden, wo er ums Leben kam. | 2011 |
| Dr. Jozo Jagodic          | 1897          | 1973          | Bjelovar                    | Dr. Jozo Jagodić rettete das Leben von Gustav Erenfrajnd. Erenfrajnd, ein im April 1941 zum Christentum konvertierter Jude, war im August 1942 nach Bjelovar in Mittelkroatien deportiert worden und sollte in eines der kroatischen Konzentrations- und Todeslager verlegt werden. Eine Freundin aus Pitomaca gelang es mit einer List ihn zu befreien und ihn ins örtliche Krankenhaus zu bringen. Hier stand er vom 17. August 1942 bis zum 28. Januar 1943 unter dem Schutz von Dr. Jozo Jagodić, dem es gelang seinen Aufenthalt immer wieder zu verlängern. Bei Inspektionen durch die Ustascha wurde Erenfrajnd häufig in den Wohnungen der Ärzte, im Keller des Krankenhauses und an anderen Orten versteckt. | 2002 |
| Ana Jakic                 |               |               | Prizren                     | Ana Jakic und ihre zwei Töchter aus Prizren nahmen 1941 für zwei Jahre die befreundete Jüdin Paula Teitelbaum und ihren Sohn Raul Teitelbaum bei sich auf, die – nach der Internierung von Dr. Josef Teitelbaum – auf die Straße gesetzt worden waren. Im August 1943 ging Paula Teitelbaum mit ihrem Sohn nach Albanien, wo ihr Mann interniert war. Die Teitelbaums kehrten nach Befreiung und Erkrankung von Dr. Josef Teitelbaum nach Prizren zurück und konnten sich erneut bei Ana Jakic verstecken. Bei der Durchsuchung des Hauses wurden sie entdeckt und alle drei nach Bergen Belsen deportiert. Dr. Teitelbaum starb am Tag der Befreiung. Frau Teitelbaum und ihr Sohn Raul überlebten und konnten nach Prizren zurückkehren. | 2001 |
| Stjepan Janković          | 26. Dez. 1905 | 13. Feb. 1954 | Lukač                       | Stjepan Janković, ein katholischer Priester aus dem Dorf Lukač in der Nähe von Virovitica, versteckte im April 1941 die Mitglieder der jüdischen Familie Weiss, denen der örtliche Lebensmittelladen gehörte. Den Vater Adolf Weiss versteckte er für zehn Tage im Keller seiner Kirche und dessen Frau Katica Weiss und ihre Kinder Marko und Ljubomir in der nahe gelegenen Stadt Gradina. Damit entging die Familie Weiss den Verhaftungen durch die Ustascha und konnte danach in ihr Haus zurückkehren. Im Mai 1943 wurden die Mitglieder der Familie Weiss verhaftet und alle nach Auschwitz deportiert, nur Marko Weiss überlebte. | 1997 |
| Milan Jerbic              | 1905          |               | Zagreb                      | Milan Jerbic und seine Frau Blanka Jerbić versteckten ab Januar 1943 für zwei Jahre die Jüdin Sara de Bartoli und ihre zwei Kinder Victor und Joseph. | 2011 |
| Dr. Dragutin Jesih        | 8. Mai 1895   | 27. Nov. 1944 | Scitarjevo                  | Dr. Dragutin Jesih, ein aus Kroatien stammender katholischer Priester, der bis 1933 in den Vereinigten Staaten tätig war, half nach seiner Rückkehr nach Kroatien in den Jahren 1941–1944 vielen jüdischen Familien, die von den Deutschen und der Ustascha verfolgt wurden. Zu den Juden, denen er half gehörte die Familie von Milivoj Radičević, die er zwei Monate im Keller der Kirche in Šćitarjevo versteckte und mit Nahrungsmitteln versorgte. Im November 1944 drangen Ustascha-Mitglieder in Jesihs Wohnung ein und verschleppten und ermordeten ihn. Dorfbewohner halfen nachts den in der Kirche versteckten Juden nach Sveta Klara zu fliehen, wo sie einige Monate blieben. | 1992 |
| Denise Joris              |               |               | Zagreb                      | Denise Joris und ihr Mann besorgten im April 1941 für die jüdische Familie Pollak – Alexander Pollak, Gisela Pollak und ihre Mutter – Ausweispapiere, die es ihnen ermöglichten in die italienische Besatzungszone zu gelangen. Zuvor war Alexander Pollaks Vater, ein Chemieingenieur aus Bosanski Brod in das KZ Jasenovac deportiert worden. Als im September 1943 nach der Kapitulation Italiens vor den Alliierten und dem Einmarsch der Deutschen auch Alexanders Mutter gefangen genommen wurde und verschwand, brachte Denise Joris Alexander Pollak in einem Kloster unter und versteckte seine Schwester Gisela Pollak bis Kriegsende in ihrem Haus in Zagreb. | 2005 |
| Andrija Jurić             | 1909          |               | Pelješac                    | Andrija Jurić und Nikola Jurić, zwei Brüder aus einer Winzer-, Bauern- und Fischerfamilie aus dem Dorf Oskorusno auf der Halbinsel Pelješac, unterhielt geschäftliche Beziehungen zu dem jüdischen Weinhändler Armin Borović und seiner Familie aus Vinkovci in Mittelkroatien. Nach dem Einmarsch der Deutschen und seiner Verbündeten im April 1941 beschaffte Andrija Jurić Reisedokumente für Ivan Borović und begleitete den Jugendlichen in das Haus der Jurićs. Hier konnte er sich vier Monate lang verstecken, bis bekannt wurde, dass er Jude ist. Nikola Jurić beschaffte ihm daraufhin einen falschen Ausweis und Ivan Borović konnte nach Metković fliehen. | 1989 |
| Nikola Jurić              |               |               | Pelješac                    | Andrija Jurić und Nikola Jurić, zwei Brüder aus einer Winzer-, Bauern- und Fischerfamilie aus dem Dorf Oskorusno auf der Halbinsel Pelješac, unterhielt geschäftliche Beziehungen zu dem jüdischen Weinhändler Armin Borović und seiner Familie aus Vinkovci in Mittelkroatien. Nach dem Einmarsch der Deutschen und seiner Verbündeten im April 1941 beschaffte Andrija Jurić Reisedokumente für Ivan Borović und begleitete den Jugendlichen in das Haus der Jurićs. Hier konnte er sich vier Monate lang verstecken, bis bekannt wurde, dass er Jude ist. Nikola Jurić beschaffte ihm daraufhin einen falschen Ausweis und Ivan Borović konnte nach Metković fliehen. | 1989 |
| Jozica Jurin              |               |               | Split                       | Jozica Jurin, bekannt als Schwester Cecilija, war Oberin eines katholischen Klosters in Split. Ihr Kloster beherbergte während des Krieges viele Flüchtlinge, darunter jüdische Kinder und andere von den Deutschen verfolgte Menschen. Zu den jüdischen Kindern, die von Schwester Cecilija und Schwester Karitas gerettet wurden, gehörten Avraham Albahari, Erna Papo und Iso Poljokan. | 1989 |
| Ante Kalogjera            | 1908          |               | Zagreb                      | Ante Kalogjera, ein Anwalt von der Insel Korčula, der während des Krieges in Zagreb und in der Stadt Crikvenica lebte, ermöglichte 1942 der 61-jährigen Jüdin Irma Lowenstein den illegalen Transfer von Zagreb nach Split. Der brachte die Schwiegermutter seines Freundes Rudolf Berković, ausgestattet mit gefälschten Transitpapieren, persönlich mit dem Zug über Fiume und Rijeka nach Split und gab sie während der Fahrt als seine stumme Tante aus. Irma Lowenstein entging dadurch den Massendeportation der Juden aus Zagreb. | 2001 |
| Jakša Kalogjera           | 13. Nov. 1910 |               | Zagreb                      | Jakša Kalogjera, ein Student des Bauingenieurwesens an der Universität Zagreb, brachte die junge Jüdin Lili Moravetz 1941 mit gefälschten Dokumenten von Zagreb nach Split und organisierte für sie ein Versteck bei seiner Schwester Ivica Jeričević, wo sie bis zur Befreiung bleiben konnte. | 2001 |
| Marija Kerstner           |               |               | Ludbreg                     | Marija und Zvonko Kerstner versteckten in Ludbreg zwei Mitbürger jüdischen Glaubens. | 2021 |
| Zvonko Kerstner           |               |               | Ludbreg                     | Marija und Zvonko Kerstner versteckten in Ludbreg zwei Mitbürger jüdischen Glaubens. | 2021 |
| Miroslav Kirec            |               |               | Belgrad                     | Miroslav Kirec, ein Kroate, der der kommunistischen Untergrundbewegung in Belgrad angehörte, war nach dem Einmarsch der Deutschen ab Juni 1941 an der Rettungsaktion für Belgrader Juden beteiligt, die in Konzentrationslagern interniert werden sollten. Er sorgte dafür, dass Juden vorübergehend bei serbischen Freunden untergebracht wurden, damit sie der Deportation entgehen konnten. In seinem Haus versteckte er außerdem von Juni 1941 bis April 1942 die Jüdin und Partisanin Sonja Baruh. | 1990 |
| Stjepan Kirhofer          | 13. Aug. 1900 | 27. Okt. 1955 | Slavonski Brod              | Stjepan Kirhofer versteckte in Slavonski Brod den Juden Ljubomir Louis Peći. | 2019 |
| Anna Kohn-Turkovic        | 26. Aug. 1908 |               | Zagreb                      | Ana Kohn-Turković, eine Katholikin und ihr jüdischer Mann Emil Kohn, versteckten in ihrem kleinen Haus am Stadtrand von Zagreb von Sommer 1941 bis Februar 1943 die jüdische Witwe Olga Alt und ihre 13-jährige Tochter Vera Alt. | 1999 |
| Anna Kovacevic            | 1919          |               | Samatovci                   | Die Familie Kovacevic aus dem Dorf Samatovci bei Valpovo versteckte für mehrere Monate den linksgerichteten 22-jährigen Juden Jakša Singer aus Osijek in ihrer Scheune. Weitere Juden, denen die Familie Kovacevic Unterschlupf und Schutz gewährte, waren Zdenko Has aus Belgrad und Adam Štajnbrikner aus Petrijevci. Auch viele antifaschistische Serben und Kroaten wurden durch die Familie versteckt. Die Kovacevics versuchten alle in die von den Partisanen kontrollierten Gebiete zu schmuggeln und Kontakte zu deren Familien wiederherzustellen. Nach einer Denunziation und Hausdurchsuchung durch die Ustascha im Sommer 1941, bei der keiner der Versteckten entdeckt wurde, schloss sich die Familie den Partisanen an. | 2001 |
| Franjo Kovacevic          | 1924          |               | Samatovci                   | Die Familie Kovacevic aus dem Dorf Samatovci bei Valpovo versteckte für mehrere Monate den linksgerichteten 22-jährigen Juden Jakša Singer aus Osijek in ihrer Scheune. Weitere Juden, denen die Familie Kovacevic Unterschlupf und Schutz gewährte, waren Zdenko Has aus Belgrad und Adam Štajnbrikner aus Petrijevci. Auch viele antifaschistische Serben und Kroaten wurden durch die Familie versteckt. Die Kovacevics versuchten alle in die von den Partisanen kontrollierten Gebiete zu schmuggeln und Kontakte zu deren Familien wiederherzustellen. Nach einer Denunziation und Hausdurchsuchung durch die Ustascha im Sommer 1941, bei der keiner der Versteckten entdeckt wurde, schloss sich die Familie den Partisanen an. | 2001 |
| Katarina Kovacevic        |               |               | Samatovci                   | Die Familie Kovacevic aus dem Dorf Samatovci bei Valpovo versteckte für mehrere Monate den linksgerichteten 22-jährigen Juden Jakša Singer aus Osijek in ihrer Scheune. Weitere Juden, denen die Familie Kovacevic Unterschlupf und Schutz gewährte, waren Zdenko Has aus Belgrad und Adam Štajnbrikner aus Petrijevci. Auch viele antifaschistische Serben und Kroaten wurden durch die Familie versteckt. Die Kovacevics versuchten alle in die von den Partisanen kontrollierten Gebiete zu schmuggeln und Kontakte zu deren Familien wiederherzustellen. Nach einer Denunziation und Hausdurchsuchung durch die Ustascha im Sommer 1941, bei der keiner der Versteckten entdeckt wurde, schloss sich die Familie den Partisanen an. | 2001 |
| Katarina Kovacevic        | 1921          |               | Samatovci                   | Die Familie Kovacevic aus dem Dorf Samatovci bei Valpovo versteckte für mehrere Monate den linksgerichteten 22-jährigen Juden Jakša Singer aus Osijek in ihrer Scheune. Weitere Juden, denen die Familie Kovacevic Unterschlupf und Schutz gewährte, waren Zdenko Has aus Belgrad und Adam Štajnbrikner aus Petrijevci. Auch viele antifaschistische Serben und Kroaten wurden durch die Familie versteckt. Die Kovacevics versuchten alle in die von den Partisanen kontrollierten Gebiete zu schmuggeln und Kontakte zu deren Familien wiederherzustellen. Nach einer Denunziation und Hausdurchsuchung durch die Ustascha im Sommer 1941, bei der keiner der Versteckten entdeckt wurde, schloss sich die Familie den Partisanen an. | 2001 |
| Marija Kovacevic          | 1922          |               | Samatovci                   | Die Familie Kovacevic aus dem Dorf Samatovci bei Valpovo versteckte für mehrere Monate den linksgerichteten 22-jährigen Juden Jakša Singer aus Osijek in ihrer Scheune. Weitere Juden, denen die Familie Kovacevic Unterschlupf und Schutz gewährte, waren Zdenko Has aus Belgrad und Adam Štajnbrikner aus Petrijevci. Auch viele antifaschistische Serben und Kroaten wurden durch die Familie versteckt. Die Kovacevics versuchten alle in die von den Partisanen kontrollierten Gebiete zu schmuggeln und Kontakte zu deren Familien wiederherzustellen. Nach einer Denunziation und Hausdurchsuchung durch die Ustascha im Sommer 1941, bei der keiner der Versteckten entdeckt wurde, schloss sich die Familie den Partisanen an. | 2001 |
| Pavao Kovacevic           |               |               | Samatovci                   | Die Familie Kovacevic aus dem Dorf Samatovci bei Valpovo versteckte für mehrere Monate den linksgerichteten 22-jährigen Juden Jakša Singer aus Osijek in ihrer Scheune. Weitere Juden, denen die Familie Kovacevic Unterschlupf und Schutz gewährte, waren Zdenko Has aus Belgrad und Adam Štajnbrikner aus Petrijevci. Auch viele antifaschistische Serben und Kroaten wurden durch die Familie versteckt. Die Kovacevics versuchten alle in die von den Partisanen kontrollierten Gebiete zu schmuggeln und Kontakte zu deren Familien wiederherzustellen. Nach einer Denunziation und Hausdurchsuchung durch die Ustascha im Sommer 1941, bei der keiner der Versteckten entdeckt wurde, schloss sich die Familie den Partisanen an. | 2001 |
| Petar Kovacevic           | 1923          |               | Samatovci                   | Die Familie Kovacevic aus dem Dorf Samatovci bei Valpovo versteckte für mehrere Monate den linksgerichteten 22-jährigen Juden Jakša Singer aus Osijek in ihrer Scheune. Weitere Juden, denen die Familie Kovacevic Unterschlupf und Schutz gewährte, waren Zdenko Has aus Belgrad und Adam Štajnbrikner aus Petrijevci. Auch viele antifaschistische Serben und Kroaten wurden durch die Familie versteckt. Die Kovacevics versuchten alle in die von den Partisanen kontrollierten Gebiete zu schmuggeln und Kontakte zu deren Familien wiederherzustellen. Nach einer Denunziation und Hausdurchsuchung durch die Ustascha im Sommer 1941, bei der keiner der Versteckten entdeckt wurde, schloss sich die Familie den Partisanen an. | 2001 |
| Hedviga Kovačić           | 1917          | 1990          | Travnik                     | Das kroatische Ehepaar Vinko und Hedviga Kovačić, das seit März 1943 in Travnik in Bosnien und Herzegowina lebte, versteckten in ihrem Haus für anderthalb Jahre die elfjährige Jüdin Dora Barbarić. Dora Barbarić war die Tochter ihrer Vermieterin und Freundin Maria Barbarić aus Jajce, bei der die Kovačićs – deportiert aus Split – zuvor gewohnt hatten. Maria Barbarić und ihre ältere Tochter Vera Barbarić hatten sich den Partisanen angeschlossen und das Ehepaar Kovačić gebeten für die jüngere Tochter zu sorgen. | 2001 |
| Vinko Kovačić             | 1897          | 1968          | Travnik                     | Das kroatische Ehepaar Vinko und Hedviga Kovačić, das seit März 1943 in Travnik in Bosnien und Herzegowina lebte, versteckten in ihrem Haus für anderthalb Jahre die elfjährige Jüdin Dora Barbarić. Dora Barbarić war die Tochter ihrer Vermieterin und Freundin Maria Barbarić aus Jajce, bei der die Kovačićs – deportiert aus Split – zuvor gewohnt hatten. Maria Barbarić und ihre ältere Tochter Vera Barbarić hatten sich den Partisanen angeschlossen und das Ehepaar Kovačić gebeten für die jüngere Tochter zu sorgen. | 2001 |
| Ada Kraljević             |               |               | Sarajevo                    | Ivo Kraljević und seine Frau Ada Kraljević, ein Lehrerehepaar mit zwei Kindern aus Sarajevo, retteten das Leben der fünfköpfigen jüdischen Familie Švarc. Das Haus der Familie Švarc wurde nach dem Einmarsch der Deutschen 1941 beschlagnahmt und die Familie fand zunächst Zuflucht in einem verlassenen Haus außerhalb der Stadt. Hier wurden sie von Familie Kraljević jeden Tag mit Essen versorgt. Als die Deportation der Juden begann, versteckten die Kraljevićs die gesamte Familie Švarc – David, Sarina und ihre Töchter Blinka, Jeti und Lea – in ihrer Wohnung. Dann beschafften sie falsche Papiere für ihre Schützlinge und organisierten deren Flucht nach Mostar in der italienisch besetzten Zone. | 1992 |
| Ivo Kraljević             |               |               | Sarajevo                    | Ivo Kraljević und seine Frau Ada Kraljević, ein Lehrerehepaar mit zwei Kindern aus Sarajevo, retteten das Leben der fünfköpfigen jüdischen Familie Švarc. Das Haus der Familie Švarc wurde nach dem Einmarsch der Deutschen 1941 beschlagnahmt und die Familie fand zunächst Zuflucht in einem verlassenen Haus außerhalb der Stadt. Hier wurden sie von Familie Kraljević jeden Tag mit Essen versorgt. Als die Deportation der Juden begann, versteckten die Kraljevićs die gesamte Familie Švarc – David, Sarina und ihre Töchter Blinka, Jeti und Lea – in ihrer Wohnung. Dann beschafften sie falsche Papiere für ihre Schützlinge und organisierten deren Flucht nach Mostar in der italienisch besetzten Zone. | 1992 |
| Zdenka Kresic             | 17. Juni 1903 | 1. Juni 1981  | Susak                       | Zdenka Kresic versteckte den jüdischen Jugendlichen Miljenko Krešić | 2018 |
| Franjo Krtić              | 1919          |               | Sarajevo und Zagreb         | Frano Krtić, ein Postbote aus Sarajevo, rettete im Oktober 1941 – als die Deportation der Juden begann – seine jüdische Freundin Tilda Švarc und ihre Mutter, die im Stadtzentrum von Sarajevo wohnten. Er brachte die beiden Frauen – versteckt in seinem Postauto – zunächst zu seinem Postamt und später in seine Einzimmerwohnung. Dann schleuste er sie – ausgestattet mit falschen Reisedokumenten – nach Dubrovnik, von wo aus sie nach Italien fliehen konnten. 1942 wurde er nach Zagreb versetzt und nutzte seine guten Beziehungen zum italienischen Konsul der Stadt, um viele seiner jüdischen Freunde und Bekannten mit falschen Ausweispapieren zu versorgen und ihre Flucht zu organisieren. Andere jüdische Freunde brachte er in seinem Elternhaus in Dubrovnik unter und arrangierte für sie die Überfahrt nach Italien. | 1998 |
| Bela Kudlik               |               |               | Subotica                    | Das Ehepaar Bela und Katerina Kudlik aus Subotica nahm 1944, als die Deutschen das Gebiet eroberten, den dreijährigen Sohn Uri ihrer jüdischen Nachbarn Josef und Piri Weiss bei sich auf und kümmerte sich bis Kriegsende um das Kind. Aus Angst vor Kollaborateuren hatten die Kudliks für einige Zeit ihre Wohnung verlassen und waren mit Uri Weiss von Ort zu Ort gezogen. | 1999 |
| Katarina Kudlik           |               |               | Subotica                    | Das Ehepaar Bela und Katerina Kudlik aus Subotica nahm 1944, als die Deutschen das Gebiet eroberten, den dreijährigen Sohn Uri ihrer jüdischen Nachbarn Josef und Piri Weiss bei sich auf und kümmerte sich bis Kriegsende um das Kind. Aus Angst vor Kollaborateuren hatten die Kudliks für einige Zeit ihre Wohnung verlassen und waren mit Uri Weiss von Ort zu Ort gezogen. | 1999 |
| Iva Kumrić                |               |               | Cerje Nebojse               | Das Ehepaar Iva Kumrić und Tomas (Tomo) Kumrić aus Cerje Nebojse in der Nähe von Varaždin versteckte in ihrem Haus von Herbst 1942 bis Mai 1945 den jüdischen Säugling Vedran Hary und das jüdische Kleinkind Artur Rosner. Deren Mütter waren ins KZ Stara Gradiška und dann ins KZ Auschwitz deportiert und hier ermordet worden. Das ganze Dorf Cerje Nebojse wusste, dass die Kumrićes jüdische Kinder beherbergen, bewahrte dieses Geheimnis aber und warnte die Kumrićes sogar, wenn sich deutsche Patrouillen der Gegend näherten. | 1998 |
| Tomo Kumrić               |               |               | Cerje Nebojse               | Das Ehepaar Iva Kumrić und Tomas (Tomo) Kumrić aus Cerje Nebojse in der Nähe von Varaždin versteckte in ihrem Haus von Herbst 1942 bis Mai 1945 den jüdischen Säugling Vedran Hary und das jüdische Kleinkind Artur Rosner. Deren Mütter waren ins KZ Stara Gradiška und dann ins KZ Auschwitz deportiert und hier ermordet worden. Das ganze Dorf Cerje Nebojse wusste, dass die Kumrićes jüdische Kinder beherbergen, bewahrte dieses Geheimnis aber und warnte die Kumrićes sogar, wenn sich deutsche Patrouillen der Gegend näherten. | 1998 |
| Ljubica Lang              | 1920          | 1945          | Bjelovar                    | Ljubica Lang, eine 18-jährige Kroatin, rettete das Leben ihrer jüdischen Jugendfreundin Feja Frank und deren Mutter. Feja Frank war im August 1942 zusammen mit jüdischen Verwandten aus der Stadt Križevci in das Lager Bjelovar verschleppt worden. Dieses Lager diente als Sammelstelle für die Deportation in das Konzentrations- und Todeslager Jasenovac. Ljubica Lang besorgte für ihre Freundin und deren Mutter Passierscheine für die italienische Zone und es gelang ihr mit einer List die beiden jüdischen Frauen aus dem Lager Bjelovar zu holen. Feja Frank und ihre Mutter gingen daraufhin nach Novi Vinodol in der italienischen Zone, wurden von den Italienern nach Ljubljana und anschließend in ein kleines Frauenlager in Villa Laura in Italien gebracht, wo sie bis zur Befreiung inhaftiert blieben. | 2003 |
| Ankica Lončar             | 22. Juli 1902 | 15. Dez. 1988 | Zagreb                      | Ankica Lončar und ihr Mann Ivo Lončar, ein Bankangestellter, versteckten in ihrem Haus in Zagreb ihre jüdischen Freunde Franjo Schlesinger und Aranka Schlesinger und deren 18-jährige Tochter Hella Schlesinger. Für Hella Schlesinger beschafften sie zusätzlich falsche Papiere, mit denen sie sich in Zagreb frei bewegen konnte. Auch der jüdischen Nachbarfamilie Horn halfen die Lončars bei ihrer Flucht nach Bosnien bzw. unterstützten und versteckten deren Tochter Daisy Schlesinger. | 1999 |
| Darko Lončar              | 8. Juni 1931  |               | Zagreb                      | Ankica Lončar und ihr Mann Ivo Lončar, ein Bankangestellter, versteckten in ihrem Haus in Zagreb ihre jüdischen Freunde Franjo Schlesinger und Aranka Schlesinger und deren 18-jährige Tochter Hella Schlesinger. Für Hella Schlesinger beschafften sie zusätzlich falsche Papiere, mit denen sie sich in Zagreb frei bewegen konnte. Auch der jüdischen Nachbarfamilie Horn halfen die Lončars bei ihrer Flucht nach Bosnien bzw. unterstützten und versteckten deren Tochter Daisy Schlesinger. | 1999 |
| Juca Malčić               |               |               | Zagreb                      | Juca Malčić aus Zagreb, der zahlreiche jüdische Nachbarn hatte, versteckte 1943 in seiner Wohnung die Jüdin Margit Kišicky, eine Verwandte seiner Nachbarin. Margit Kišicky entging damit der Verhaftung durch eine deutsche und Ustascha-Patrouille. Auch bei anderer Gelegenheit rettete Malčić Margit Kišicky das Leben. | 1988 |
| Tomislav Merlic           | 7. Aug. 1922  | 1. Mai 1991   | Varaždin                    | Tomislav Merlic, ein Mitglied der kroatischen faschistischen Jugendorganisation, brachte das zehnjährige jüdische Mädchen Vlasta Milanović, eine Klassenkameradin seines Bruders Jagoda Merlin, von Varaždin nach Zagreb, wo der Vater von Vlasta Milanović mit seiner nichtjüdischen Frau lebte. Vlasta Milanović entging damit der Deportation ins Konzentrationslager, der ihre Tante Lenka zum Opfer fiel, und konnte sich dort bis zum Ende des Krieges im Haus ihres Vaters und ihrer Stiefmutter verstecken. | 2008 |
| Lujza Milharčić           | 4. Nov. 1883  |               | Subotica                    | Lujza Milharčić, eine in Subotica lebende Bosnierin, versteckte von März 1944 bis Kriegsende das zweijährige Kleinkind Mira Adanja, die Tochter von Katarina und Dr. Solomon Adanja. Das jüdische Ehepaar Adanja war im April 1941 aus Belgrad in ihr Elternhaus in Subotica geflohen. Im März 1944, als die Deutschen das von Ungarn besetzte Subotica eroberten, flüchteten die Adanjas nach Budapest und ließen ihr Kind bei den Großeltern, Olga und Aladar Baruch, zurück. Die wurden bald darauf ghettoisiert und waren von Deportation bedroht. In dieser Situation bot Lujza Milharčić, eine Freundin der Baruchs, an, sich um das Kleinkind zu kümmern. | 1985 |
| Mato Milošević            |               |               | Sarajevo                    | Die Brüder Mato Milosevic und Vid Milosevic waren Schreiner und hatten in Sarajevo im Stadtzentrum eine gemeinsame Schreinerei. In ihrer Werkstatt versteckten sie nach dem Einmarsch Deutschlands und seiner Verbündeten in Jugoslawien im April 1941 ihren jüdischen Freund Leon Altarac, der ebenfalls Schreiner war. Mit der Verschärfung der Judenverfolgung fanden weitere Juden in ihrer Werkstatt Zuflucht, darunter Moris Salom, Haim Altarac, Mika Altarac, Josef Stern und die beiden Brüder Daniti. Die Brüder Milosevic und alle dort anwesenden Juden wurden jedoch im Juni 1941 von der Ustascha verhaftet und ins Konzentrationslager Jasenovac gebracht. | 1997 |
| Vid Andrija Milošević     |               |               | Sarajevo                    | Die Brüder Mato Milosevic und Vid Milosevic waren Schreiner und hatten in Sarajevo im Stadtzentrum eine gemeinsame Schreinerei. In ihrer Werkstatt versteckten sie nach dem Einmarsch Deutschlands und seiner Verbündeten in Jugoslawien im April 1941 ihren jüdischen Freund Leon Altarac, der ebenfalls Schreiner war. Mit der Verschärfung der Judenverfolgung fanden weitere Juden in ihrer Werkstatt Zuflucht, darunter Moris Salom, Haim Altarac, Mika Altarac, Josef Stern und die beiden Brüder Daniti. Die Brüder Milosevic und alle dort anwesenden Juden wurden jedoch im Juni 1941 von der Ustascha verhaftet und ins Konzentrationslager Jasenovac gebracht. | 1997 |
| Olga Neumann              |               | 2008          | Zagreb                      | Olga Neumann versteckte ab Herbst 1942 in Zagreb für mehrere Monate den neunjährigen jüdischen Jungen Dan Stockhamer. Der Junge wurde jedoch von einem Nachbarn verraten und ins Gefängnis gebracht. Olga Neumann erreichte über den Erzbischof Stepinac seine Freilassung, ließ ihn taufen und brachte ihn in einem Heim für obdachlose Kinder unter. Dort besuchte sie ihn bis zum Ende des Krieges. | 2002 |
| Ida Obradović             | 18. Aug. 1914 |               | Zagreb                      | Die Schwestern Ida Obradović und Olga Obradović aus Zagreb versteckten in ihrer Wohnung ab Mai 1941 für einige Zeit ihre jüdische Arbeitskollegin und Freundin Ljerka Mikac. Da Ljerka Mikac ihre Freundinnen nicht auf Dauer gefährden wollte, beschloss sie nach einiger Zeit sich anderswo Unterschlupf zu suchen, zog von Ort zu Ort und mietete ab Frühjahr 1943 ein Zimmer im Haus von Čedomir Bauer und seinem Sohn Branko Bauer. | 1992 |
| Olga Obradović            | 1911          |               | Zagreb                      | Die Schwestern Ida Obradović und Olga Obradović aus Zagreb versteckten in ihrer Wohnung ab Mai 1941 für einige Zeit ihre jüdische Arbeitskollegin und Freundin Ljerka Mikac. Da Ljerka Mikac ihre Freundinnen nicht auf Dauer gefährden wollte, beschloss sie nach einiger Zeit sich anderswo Unterschlupf zu suchen, zog von Ort zu Ort und mietete ab Frühjahr 1943 ein Zimmer im Haus von Čedomir Bauer und seinem Sohn Branko Bauer. | 1992 |
| Djuro Oruzec              |               |               | Sesvete                     | Djuro Oruzec und Kata Oruzec, einfache Bauern aus dem Dorf Gajišće bei Sesvete, versteckten von Juli 1943 bis zum Kriegsende im Mai 1945 in ihrem Haus in einem Versteck auf dem Dachboden die befreundete Jüdin Hermina Weinberger und ihre dreijährige Enkelin Biserka Stibilj. | 2004 |
| Kata Oruzec               |               |               | Sesvete                     | Djuro Oruzec und Kata Oruzec, einfache Bauern aus dem Dorf Gajišće bei Sesvete, versteckten von Juli 1943 bis zum Kriegsende im Mai 1945 in ihrem Haus in einem Versteck auf dem Dachboden die befreundete Jüdin Hermina Weinberger und ihre dreijährige Enkelin Biserka Stibilj. | 2004 |
| Anka Oštrić               |               |               | Zagreb                      | Matej Buterin, ein Angestellter aus Zagreb, der sich dem kommunistischen Untergrund angeschlossen hatte, und seine verheiratete Schwester Anka Oštrić, besorgten im April 1941 Blanko-Ausweispapiere mit einem Gemeindestempel aus Novigrad und schmuggelten damit Buterins jüdischen Arbeitgeber und Freund Lavoslav Herman, dessen Familie und Vlado Benedik aus Zagreb in die italienischen Zone. Einen Monat später schmuggelten Buterin und Oštrić auch die beiden Schwestern von Benedik, Mima (später Veber) und Erna (später Švarc), aus Zagreb und im September 1941 gelang die Ausschleusung von Milan und Viktorija Hafner und ihrer 17-jährigen Tochter Vera. | 1984 |
| Juraj Pavlek              | 25. Apr. 1910 | 16. Mai 1995  | Mace                        | Juraj Pavlek, ein Bauer aus Mace, versteckte den Juden Paul Schreiner aus Zagreb. | 2015 |
| Amadeja Pavlović          | 28. Jan. 1895 | 26. Nov. 1971 | Djakovo                     | Amadeja Pavlović, die Mutter Oberin des Klosters der Barmherzigen Schwestern vom Heiligen Kreuz in Djakovo, gelang es eine Reihe von jüdischen Frauen zu retten. Die Ustascha hatte in Djakovo ein Durchgangslager für jüdische Frauen und Kinder eingerichtet, in dem viele verhungerten oder an ansteckenden Krankheiten starben, während sie auf ihren Transport in Konzentrationslager warteten. Pavlović konnte die Ustascha überzeugen, dass schwangere und kranke jüdische Frauen in einem speziellen Krankenflügel des Klosters untergebracht werden, wo sie Hilfe durch die Nonnen des Klosters erhielten. Außerdem versteckte Pavlović im Kloster die elfjährige Jüdin Zdenka Bienenstock. | 2008 |
| Djurdja Peternel          | 1919          |               | Zagreb                      | Đurđa Peternel-Belic und ihre Mutter Jozefina Belic versteckten im Winter 1941 und 1942 in Zagreb zweimal für einige Zeit die 20-jährige Jüdin Vera Schwabenić, eine Freundin von Đurđa Peternel-Belic. | 2004 |
| Marija Pirovic            |               |               | Split                       | Jozica Jurin, bekannt als Schwester Cecilija, war Oberin eines katholischen Klosters in Split. Ihr Kloster beherbergte während des Krieges viele Flüchtlinge, darunter jüdische Kinder und andere von den Deutschen verfolgte Menschen. Unterstützt wurde sie bei ihrer Rettung durch Marija Pirovic, bekannt als Schwester Karitas. Zu den jüdischen Kindern, die von Schwester Cecilija und Schwester Karitas gerettet werden konnten, gehörten Avraham Albahari, Erna Papo und Iso Poljokan. | 1989 |
| Stefanija Podolski        | 1920          |               | Zagreb                      | Stefanija Podolski aus Zagreb, eine leitende Angestellte in einer Uhrenfabrik, nahm im September 1941 zwei der sechs Kinder ihrer jüdischen Freundin und Arbeitgeberin Elly Schnittlinger bei sich und ihrer Mutter auf, nachdem Arthur-Avrom Schnittlinger in das Lager Jasenovac deportiert worden und seine Frau Elly mit ihren sechs Kindern aus ihrer Wohnung vertrieben worden waren. Für ihre Freundin organisierte sie ein Versteck in Belgrad. Später versteckte sie Teile der Familie Schnittlinger in einem Lagerschuppen auf ihrem Grundstück, besorgte falsche Papiere und organisierte den illegalen Transfer der Schnittlingers nach Kraljevica an der Adriaküste. | 2006 |
| Dr. Andrija Poklepović    | 1895          | 1959          | Split                       | Dr. Andrija Poklepović, ein Arzt in der Abteilung für ansteckende Krankheiten des städtischen Krankenhauses in Split und Dr. Mihovil Silobrčić, der Leiter dieser Abteilung im Krankenhaus, retteten 1944 zahlreiche an Typhus erkrankte jüdische Mitbürger, indem sie sie in einem speziellen Isolationstrakt des Krankenhauses unterbrachten und auch nach ihrer Gesundung im Krankenhaus behielten. Zu den auf diesem Wege geretteten gehörten die Familie Dittersdorf, Ivan Singer, Josipov, Abram Altaraz, Gleicher, Robert Drutter, Lenka Kabiljo, Saša Finzi, Stefanija Haim, Frida Schäffer, Rosa Steg, Berta Muller, Hugo Balović, Ingrid Berghoff, und David Finzi. | 1996 |
| Dr. Bronislawa Praschek   | 1887          |               | Zagreb                      | Dr. Bronislawa Praschek, eine 1887 in Polen geborene Ärztin und ihr Sohn Dr. Wladislaw Praschek, ebenfalls ein Arzt, versteckten ab 1942 bis zum Ende des Krieges die Jüdin Zlata Margulies in ihrem Haus in Zagreb. Für Margulies beschafften die Prascheks außerdem eine Geburtsurkunde auf den Namen von Nada Lušić, die sich den Partisanen angeschlossen hatte. | 1985 |
| Dr. Wladislaw Praschek    | 4. Juli 1923  |               | Zagreb                      | Dr. Bronislawa Praschek, eine 1887 in Polen geborene Ärztin und ihr Sohn Dr. Wladislaw Praschek, ebenfalls ein Arzt, versteckten ab 1942 bis zum Ende des Krieges die Jüdin Zlata Margulies in ihrem Haus in Zagreb. Für Margulies beschafften die Prascheks außerdem eine Geburtsurkunde auf den Namen von Nada Lušić, die sich den Partisanen angeschlossen hatte. | 1985 |
| Josip Pribilović          | 1922          |               | Tuzla und Kraljevica        | Josip Pribilović, ein Student aus Kraljevica, holte 1941 das jüdische Mädchen Lolika Robiček von Zagreb nach Kraljevica und organisierte im Januar 1942 den illegalen Transfer des jüdischen Jungen Daniel Goldstein von Tuzla nach Kraljevica. Pribilović begleitete beide Jugendlichen bei ihrer Flucht nach Kraljevica, das zu diesem Zeitpunkt in der italienisch besetzten Zone lag. | 2001 |
| Antica Radonić            |               |               | Jelsa                       | Jakov Radonić und Antica Radonić, ein Weinhändlerehepaar aus Jelsa auf der Insel Hvar, besorgten für ihre jüdischen Geschäftsfreunde Armin Borović und Ilan Borović gefälschte Ausweispapiere und gewährten ihnen fast ein Jahr lang Unterschlupf in ihrem Haus. | 1989 |
| Jakov Radonić             |               |               | Jelsa                       | Jakov Radonić und Antica Radonić, ein Weinhändlerehepaar aus Jelsa auf der Insel Hvar, besorgten für ihre jüdischen Geschäftsfreunde Armin Borović und Ilan Borović gefälschte Ausweispapiere und gewährten ihnen fast ein Jahr lang Unterschlupf in ihrem Haus. | 1989 |
| Dr. Boris Roić            | 1916          |               | Zagreb                      | Boris Roić, ein 25-jähriger Medizinstudent aus Zagreb, organisierte im Juni 1941 ein Versteck in der Nähe von Zagreb für seine jüdische Vermieterin Ella Leimdörfer und ihren behinderten Sohn Hans Leimdörfer. Seinem Freund Gustav Leimdörfer, der verhaftet und in ein Lager deportiert wurde, konnte er nur noch warme Kleidung und Essen bringen. | 1998 |
| Rudi Roter                | 1897          | 1959          | Potomje                     | Rudi Roter, ein bekannter Journalist aus Sarajewo mit antifaschistische Ansichten, kehrte nach dem deutschen Einmarsch in Jugoslawien im April 1941 und der Gründung des Unabhängigen Staates Kroatien mit seiner Familie in seinen Geburtsort, das Dorf Potomje bei Dubrovnik, zurück, das unter italienischer Kontrolle stand. Als die Judenverfolgungen durch die Ustascha begann, half Roter seinem jüdischen Kollegen Albert Kohen, seiner Frau Lota Kohen und ihrer kleinen Tochter Mira Kohen. Er reiste in die kroatische Zone, brachte die Familie Kohen in seinen Geburtsort und organisierte Verstecke bei Kate Peruša und dann bei Frane Radović. Später brachte Rudi Roter die drei Flüchtigen in das Dorf Trpanj im Pelješac-Archipel, wo sich Abo Kohen den Reihen von Titos Partisanen anschloss. | 2004 |
| August Roth               | 18. Okt. 1898 | 21. März 1981 | Zagreb                      | August Roth, ein Industrieller und Leiter einer Ölraffinerie in Zagreb, seine Frau Branka Roth und ihre Tochter Dushka Roth versteckten in ihrem Haus ab August 1942 die jüdischen Mädchen Inga Pollak und Ljerka Pollak, Freundinnen ihrer Tochter Dushka. Als der Vater der Mädchen, Egon Pollak, deportiert wurde, erkannte das Ehepaar Roth das Ausmaß der Gefahr für alle. Für die Mutter der jüdischen Mädchen, Blanka Pollak, fanden sie Arbeit in der Küche eines Klosters. Auch die Mädchen brachten sie in dieses Kloster, wo sie als verwaiste Kriegsflüchtlinge vorgestellt wurden. Als das ehemalige Dienstmädchen der Pollaks die Kinder im Kloster entdeckte beschloss das Ehepaar Roth das Versteck zu wechseln und brachte Frau Pollak und ihre Töchter in ein anderes Kloster, wo sie bis Kriegsende bleiben konnten. | 2001 |
| Branka Roth               | 7. Sep. 1907  | 11. Apr. 1983 | Zagreb                      | August Roth, ein Industrieller und Leiter einer Ölraffinerie in Zagreb, seine Frau Branka Roth und ihre Tochter Dushka Roth versteckten in ihrem Haus ab August 1942 die jüdischen Mädchen Inga Pollak und Ljerka Pollak, Freundinnen ihrer Tochter Dushka. Als der Vater der Mädchen, Egon Pollak, deportiert wurde, erkannte das Ehepaar Roth das Ausmaß der Gefahr für alle. Für die Mutter der jüdischen Mädchen, Blanka Pollak, fanden sie Arbeit in der Küche eines Klosters. Auch die Mädchen brachten sie in dieses Kloster, wo sie als verwaiste Kriegsflüchtlinge vorgestellt wurden. Als das ehemalige Dienstmädchen der Pollaks die Kinder im Kloster entdeckte beschloss das Ehepaar Roth das Versteck zu wechseln und brachte Frau Pollak und ihre Töchter in ein anderes Kloster, wo sie bis Kriegsende bleiben konnten. | 2001 |
| Dushka Roth               | 11. Mai 1931  |               | Zagreb                      | August Roth, ein Industrieller und Leiter einer Ölraffinerie in Zagreb, seine Frau Branka Roth und ihre Tochter Dushka Roth versteckten in ihrem Haus ab August 1942 die jüdischen Mädchen Inga Pollak und Ljerka Pollak, Freundinnen ihrer Tochter Dushka. Als der Vater der Mädchen, Egon Pollak, deportiert wurde, erkannte das Ehepaar Roth das Ausmaß der Gefahr für alle. Für die Mutter der jüdischen Mädchen, Blanka Pollak, fanden sie Arbeit in der Küche eines Klosters. Auch die Mädchen brachten sie in dieses Kloster, wo sie als verwaiste Kriegsflüchtlinge vorgestellt wurden. Als das ehemalige Dienstmädchen der Pollaks die Kinder im Kloster entdeckte beschloss das Ehepaar Roth das Versteck zu wechseln und brachte Frau Pollak und ihre Töchter in ein anderes Kloster, wo sie bis Kriegsende bleiben konnten. | 2001 |
| Vera Roussal              | 11. Jan. 1913 |               | Zagreb                      | Ljuba Žagar und ihre Schwester Vera Roušal aus Zagreb retteten Ricki Danon, Ida Danon, Michael Danon und Leonard Danon, die Kinder ihrer jüdischen Freunde Zlata und Heskija Danon und von Heskijas Bruder Meir Danon und Rosa Danon. Die gesamte Familie Danon war nach dem deutschen Einmarsch in Jugoslawien im April 1941 in ein Internierungslager in Zagreb gebracht worden. Ljuba Žagar und Vera Roušal gelang es mit Hilfe eines Nachbarn, der Mitglied der Ustascha war, alle vier Kinder aus dem Internierungslager zu schmuggeln. Die Kinder von Meir Danon, Michael und Leonard, brachten sie zu einer Tante. Ricki und Ida, die Kinder von Heskija und Zlata Danon, versteckten sie über einen Monat lang in ihrem Haus und brachten sie dann mit dem Zug zu ihrer Tante Clara Alkalay nach Split in der italienischen Besatzungszone. | 1994 |
| Ivan Runjak               |               |               | Ludbreg                     | Ivan und Marija Runjak versteckten in Ludbreg zwei Mitbürger jüdischen Glaubens. | 2021 |
| Marija Runjak             |               |               | Ludbreg                     | Ivan und Marija Runjak versteckten in Ludbreg zwei Mitbürger jüdischen Glaubens. | 2021 |
| Elza Saračević            |               |               | Sarajevo                    | Ferid Saracevic, seine Ehefrau Elza Saracevic und ihre beiden Kinder Sead Saracevic und Emira Saracevic versteckten im April 1941 – als die Deutschen in Sarajevo einmarschieren – in ihrem Haus zunächst für kurze Zeit den befreundeten jüdischen Kinderarzt Dr. Leon Peric, eines der Oberhäupter der örtlichen jüdischen Gemeinde und Mitglied der Führung der zionistischen Bewegung, und dessen Frau Lili Peric. Dr. Peric und seine Frau kehrten in ihr Haus zurück. Hier wurde Peric verhaftet, ins KZ Jasenovacgebracht und kam dort um. Seine Frau Lili Peric fand von Herbst 1941 bis Anfang 1943 erneut Unterschlupf im Haus der Saracevics, zog aber Anfang 1943 – um ihre Gastgeber nicht länger zu gefährden – zu ihrem Bruder nach Split, das zu diesem Zeitpunkt in der italienischen Besatzungszone lag. Als die Italiener im September 1943 vor den Alliierten kapitulierten und die Deutschen in Split einmarschierten, wurden Lilis Bruder und seine Frau gefangen genommen und ins KZ Jasenovac deportiert. Lili Peric versteckte sich mit den beiden Töchtern seines Bruders, Bianca Kabilio und Palomba Kabilio, zunächst in Split und von Ende 1943 bis Kriegsende wieder im Haus der Familie Saracevic in Sarajevo. | 1994 |
| Emira Saračević           |               |               | Sarajevo                    | Ferid Saracevic, seine Ehefrau Elza Saracevic und ihre beiden Kinder Sead Saracevic und Emira Saracevic versteckten im April 1941 – als die Deutschen in Sarajevo einmarschieren – in ihrem Haus zunächst für kurze Zeit den befreundeten jüdischen Kinderarzt Dr. Leon Peric, eines der Oberhäupter der örtlichen jüdischen Gemeinde und Mitglied der Führung der zionistischen Bewegung, und dessen Frau Lili Peric. Dr. Peric und seine Frau kehrten in ihr Haus zurück. Hier wurde Peric verhaftet, ins KZ Jasenovacgebracht und kam dort um. Seine Frau Lili Peric fand von Herbst 1941 bis Anfang 1943 erneut Unterschlupf im Haus der Saracevics, zog aber Anfang 1943 – um ihre Gastgeber nicht länger zu gefährden – zu ihrem Bruder nach Split, das zu diesem Zeitpunkt in der italienischen Besatzungszone lag. Als die Italiener im September 1943 vor den Alliierten kapitulierten und die Deutschen in Split einmarschierten, wurden Lilis Bruder und seine Frau gefangen genommen und ins KZ Jasenovac deportiert. Lili Peric versteckte sich mit den beiden Töchtern seines Bruders, Bianca Kabilio und Palomba Kabilio, zunächst in Split und von Ende 1943 bis Kriegsende wieder im Haus der Familie Saracevic in Sarajevo. | 1994 |
| Feris Saračević           |               |               | Sarajevo                    | Ferid Saracevic, seine Ehefrau Elza Saracevic und ihre beiden Kinder Sead Saracevic und Emira Saracevic versteckten im April 1941 – als die Deutschen in Sarajevo einmarschieren – in ihrem Haus zunächst für kurze Zeit den befreundeten jüdischen Kinderarzt Dr. Leon Peric, eines der Oberhäupter der örtlichen jüdischen Gemeinde und Mitglied der Führung der zionistischen Bewegung, und dessen Frau Lili Peric. Dr. Peric und seine Frau kehrten in ihr Haus zurück. Hier wurde Peric verhaftet, ins KZ Jasenovacgebracht und kam dort um. Seine Frau Lili Peric fand von Herbst 1941 bis Anfang 1943 erneut Unterschlupf im Haus der Saracevics, zog aber Anfang 1943 – um ihre Gastgeber nicht länger zu gefährden – zu ihrem Bruder nach Split, das zu diesem Zeitpunkt in der italienischen Besatzungszone lag. Als die Italiener im September 1943 vor den Alliierten kapitulierten und die Deutschen in Split einmarschierten, wurden Lilis Bruder und seine Frau gefangen genommen und ins KZ Jasenovac deportiert. Lili Peric versteckte sich mit den beiden Töchtern seines Bruders, Bianca Kabilio und Palomba Kabilio, zunächst in Split und von Ende 1943 bis Kriegsende wieder im Haus der Familie Saracevic in Sarajevo. | 1994 |
| Sead Saračević            |               |               | Sarajevo                    | Ferid Saracevic, seine Ehefrau Elza Saracevic und ihre beiden Kinder Sead Saracevic und Emira Saracevic versteckten im April 1941 – als die Deutschen in Sarajevo einmarschieren – in ihrem Haus zunächst für kurze Zeit den befreundeten jüdischen Kinderarzt Dr. Leon Peric, eines der Oberhäupter der örtlichen jüdischen Gemeinde und Mitglied der Führung der zionistischen Bewegung, und dessen Frau Lili Peric. Dr. Peric und seine Frau kehrten in ihr Haus zurück. Hier wurde Peric verhaftet, ins KZ Jasenovacgebracht und kam dort um. Seine Frau Lili Peric fand von Herbst 1941 bis Anfang 1943 erneut Unterschlupf im Haus der Saracevics, zog aber Anfang 1943 – um ihre Gastgeber nicht länger zu gefährden – zu ihrem Bruder nach Split, das zu diesem Zeitpunkt in der italienischen Besatzungszone lag. Als die Italiener im September 1943 vor den Alliierten kapitulierten und die Deutschen in Split einmarschierten, wurden Lilis Bruder und seine Frau gefangen genommen und ins KZ Jasenovac deportiert. Lili Peric versteckte sich mit den beiden Töchtern seines Bruders, Bianca Kabilio und Palomba Kabilio, zunächst in Split und von Ende 1943 bis Kriegsende wieder im Haus der Familie Saracevic in Sarajevo. | 1994 |
| Draga Schmidlehner        |               | 1991          | Ludbreg                     | Draga Schmidlehner und Drago Schmidlehner, ein kinderloses Ehepaar aus Selnik in der Nähe von Ludbreg, nahm den fünfjährigen jüdischen Jungen Dan Flesch bei sich auf. Dan war nach der Deportation seiner Eltern in Zagreb im April 1941 mit seiner einjährigen Schwester von den Nachbarn in die nahe gelegene Kirche gebracht worden. Der zuständige Bischof wies die Priester an, Familien für die verlassenen und verwaisten Kinder zu finden. Die Schmidlehners kümmerten sich bis Kriegsende um Dan Flesch, ein weiteres Ehepaar aus Selnik um seine Schwester. | 2011 |
| Drago Schmidlehner        |               |               | Ludbreg                     | Draga Schmidlehner und Drago Schmidlehner, ein kinderloses Ehepaar aus Selnik in der Nähe von Ludbreg, nahm den fünfjährigen jüdischen Jungen Dan Flesch bei sich auf. Dan war nach der Deportation seiner Eltern in Zagreb im April 1941 mit seiner einjährigen Schwester von den Nachbarn in die nahe gelegene Kirche gebracht worden. Der zuständige Bischof wies die Priester an, Familien für die verlassenen und verwaisten Kinder zu finden. Die Schmidlehners kümmerten sich bis Kriegsende um Dan Flesch, ein weiteres Ehepaar aus Selnik um seine Schwester. | 2011 |
| Dr. Stanko Sielski        | 18. Juni 1891 | 30. Okt. 1958 | Banja Luka                  | Dr. Ante Vuletić, ein Spezialist für ansteckende Krankheiten und Leiter des Hygiene-Instituts in Zagreb, gelang – initiiert von Dr. Miroslav Schlesinger und unterstützt von Dr. Stanko Sielski – die Rettung von 68 jüdischen Ärzten und ihrer Familien, insgesamt etwa 200 Personen. Im Juli 1941 hatte der Leiter des Gesundheitswesens in Bosnien sich an die Behörden gewandt und darum gebeten, dass zusätzliche Ärzte nach Bosnien entsandt werden, um die Ausbreitung ansteckender Krankheiten, insbesondere der endemischen Syphilis, zu behandeln. Dr. Miroslav Schlesinger bat seinen Freund Dr. Ante Vuletić mit den Behörden zu sprechen und die Entsendung der von Deportation bedrohten jüdischen Ärzte zu erreichen, was nach zahlreichen Diskussionen gelang. Unterstützt wurde er dabei durch Dr. Stanko Sielski, der die Verlegungsbefehle für jüdische Ärzte nach Bosnien ausstellte. | 2014 |
| Pera Šiljeg               | 1906          |               | Glibuša bei Metković        | Pera Siljeg und Stanko Siljeg, ein Bauernehepaar mit fünf Kindern aus dem Dorf Glibuša in der Nähe der Stadt Metković, nahm ab September 1943 den Juden Leon Levy aus Zagreb bei sich auf. Leon Levy hatte bis zum Einmarsch der Deutschen im April 1941 in der Zentrale des Jüdischen Nationalfonds in Zagreb gearbeitet, war danach in sein Elternhaus in Sarajevo zurückgekehrt, von dort an die Adriaküste, die unter italienischer Herrschaft stand, geflohen und hatte bis August 1943 für einen kroatischen Bauern und anschließend im Baugewerbe für die italienische Armee gearbeitet. Das Ehepaar Siljeg gab Leon Levy als einen Verwandten aus, der viele Jahre in Amerika gelebt habe. Levy konnte 14 Monate lang bei der Familie Siljeg bleiben. Seine jüdische Identität wurde auch nicht aufgedeckt als eines Tages im Sommer 1944 die Ustascha, scheinbar aufgrund einer Denunziation, das Haus stürmte und Stanko Siljeg und Levy unter dem Vorwurf der Kollaboration mit den Partisanen verhaftete und für drei Tage inhaftierte. | 2001 |
| Stanko Šiljeg             | 1902          |               | Glibuša bei Metković        | Pera Siljeg und Stanko Siljeg, ein Bauernehepaar mit fünf Kindern aus dem Dorf Glibuša in der Nähe der Stadt Metković, nahm ab September 1943 den Juden Leon Levy aus Zagreb bei sich auf. Leon Levy hatte bis zum Einmarsch der Deutschen im April 1941 in der Zentrale des Jüdischen Nationalfonds in Zagreb gearbeitet, war danach in sein Elternhaus in Sarajevo zurückgekehrt, von dort an die Adriaküste, die unter italienischer Herrschaft stand, geflohen und hatte bis August 1943 für einen kroatischen Bauern und anschließend im Baugewerbe für die italienische Armee gearbeitet. Das Ehepaar Siljeg gab Leon Levy als einen Verwandten aus, der viele Jahre in Amerika gelebt habe. Levy konnte 14 Monate lang bei der Familie Siljeg bleiben. Seine jüdische Identität wurde auch nicht aufgedeckt als eines Tages im Sommer 1944 die Ustascha, scheinbar aufgrund einer Denunziation, das Haus stürmte und Stanko Siljeg und Levy unter dem Vorwurf der Kollaboration mit den Partisanen verhaftete und für drei Tage inhaftierte. | 2001 |
| Dr. Mihovil Silobrčić     | 27. Okt. 1891 | 21. Nov. 1972 | Split                       | Dr. Andrija Poklepović, ein Arzt in der Abteilung für ansteckende Krankheiten des städtischen Krankenhauses in Split und Dr. Mihovil Silobrčić, der Leiter dieser Abteilung im Krankenhaus, retteten 1944 zahlreiche an Typhus erkrankte jüdische Mitbürger, indem sie sie in einem speziellen Isolationstrakt des Krankenhauses unterbrachten und auch nach ihrer Gesundung im Krankenhaus behielten. Zu den auf diesem Wege geretteten gehörten die Familie Dittersdorf, Ivan Singer, Josipov, Abram Altaraz, Gleicher, Robert Drutter, Lenka Kabiljo, Saša Finzi, Stefanija Haim, Frida Schäffer, Rosa Steg, Berta Muller, Hugo Balović, Ingrid Berghoff, und David Finzi. | 1996 |
| Franjo Sopianac           | 11. Nov. 1897 |               | Zagreb                      | Franjo Sopianac, ein Industrieller und Besitzer einer Ölraffinerie, seine Frau Lela Sopianac und ihr Sohn Ivan Sopianac aus Zagreb, nutzten ab 1941 ihr Fabrikgebäude in Sveta Klara und ihr Wohnhaus als Versteck, um jüdische Bekannte zu retten. Zu den Juden, um die sich die Sopianacs kümmerten, gehörten Nada Ašer und ihre Mutter, die Familie Radičević, drei Mitglieder der Familie Mayer, Oto Almasy, Leo Herman und andere. | 1995 |
| Ivan Sopianac             | 21. Apr. 1931 |               | Zagreb                      | Franjo Sopianac, ein Industrieller und Besitzer einer Ölraffinerie, seine Frau Lela Sopianac und ihr Sohn Ivan Sopianac aus Zagreb, nutzten ab 1941 ihr Fabrikgebäude in Sveta Klara und ihr Wohnhaus als Versteck, um jüdische Bekannte zu retten. Zu den Juden, um die sich die Sopianacs kümmerten, gehörten Nada Ašer und ihre Mutter, die Familie Radičević, drei Mitglieder der Familie Mayer, Oto Almasy, Leo Herman und andere. | 1997 |
| Lela Sopianac             | 25. Mai 1916  |               | Zagreb                      | Franjo Sopianac, ein Industrieller und Besitzer einer Ölraffinerie, seine Frau Lela Sopianac und ihr Sohn Ivan Sopianac aus Zagreb, nutzten ab 1941 ihr Fabrikgebäude in Sveta Klara und ihr Wohnhaus als Versteck, um jüdische Bekannte zu retten. Zu den Juden, um die sich die Sopianacs kümmerten, gehörten Nada Ašer und ihre Mutter, die Familie Radičević, drei Mitglieder der Familie Mayer, Oto Almasy, Leo Herman und andere. | 1997 |
| Antun Sragalj             | 1901          | 1993          | Vrbovsko                    | Antun Sragalj und Katarina Sragalj versteckten in Vrbovsko die Jüdin Lea Ukraincik. | 2017 |
| Katarina Sragalj          | 1906          | 1991          | Vrbovsko                    | Antun Sragalj und Katarina Sragalj versteckten in Vrbovsko die Jüdin Lea Ukraincik. | 2017 |
| Lujo Štefan               | 1890          | 1977          | Karlovac                    | Lujo Štefan, ein Möbeldesigner und Inhaber eines Möbelgeschäfts aus Karlovac, und seine Nichte, die 20-jährige Ljubica Štefan, versteckten die jüdische Nachbarin Hermina Eisler, nachdem deren Ehemann und Sohn im April 1941 von der Ustascha ermordet worden war. Dann organisierten sie eine Reisegenehmigung und Ljubica Štefan begleitete Hermina Eisler bei ihrer Bahnfahrt nach Crikvenica in der italienischen Besatzungszone. | 1992 |
| Emanuel Taborski          | 17. Jan. 1880 | 1966          | Slavonska Požega            | Emanuel Taborski, ein Schneider, und seine Frau Mandica Taborski, eine Hausfrau, aus Slavonska Požega retteten das Leben des jüdischen Kleinkindes Ivica Haas, des Sohnes ihrer Vermieter Zdenko und Ružica Haas. Das Ehepaar Haas hatte im Mai 1941 ihren Sohn den Taborskis anvertraut, bevor sie von der Ustascha deportiert und im Konzentrationslager ermordet wurden. Das Ehepaar Taborski versteckte Ivica Haas in ihrem Haus und floh 1943 mit dem Kind zu einer tschechischen Bauernfamilie, nachdem bekannt wurde, dass sie ein jüdisches Kind verstecken. Nach dem Krieg kehrten sie in ihren Heimatort zurück und zogen Ivica Haas auf. | 1995 |
| Mandica Taborski          |               | 1962          | Slavonska Požega            | Emanuel Taborski, ein Schneider, und seine Frau Mandica Taborski, eine Hausfrau, aus Slavonska Požega retteten das Leben des jüdischen Kleinkindes Ivica Haas, des Sohnes ihrer Vermieter Zdenko und Ružica Haas. Das Ehepaar Haas hatte im Mai 1941 ihren Sohn den Taborskis anvertraut, bevor sie von der Ustascha deportiert und im Konzentrationslager ermordet wurden. Das Ehepaar Taborski versteckte Ivica Haas in ihrem Haus und floh 1943 mit dem Kind zu einer tschechischen Bauernfamilie, nachdem bekannt wurde, dass sie ein jüdisches Kind verstecken. Nach dem Krieg kehrten sie in ihren Heimatort zurück und zogen Ivica Haas auf. | 1995 |
| Milica Ugljesic           |               |               | Osijek                      | Zlatan Uglješić und seine Frau Milica Uglješić aus Osijek versteckten vom Sommer 1942 bis zur Befreiung das jüdische Mädchen Vera Papo. | 2012 |
| Zlatan Ugljesic           | 15. Feb. 1907 | 2. Feb. 1987  | Osijek                      | Zlatan Uglješić und seine Frau Milica Uglješić aus Osijek versteckten vom Sommer 1942 bis zur Befreiung das jüdische Mädchen Vera Papo. | 2012 |
| Dr. Mate Ujević           |               |               | Zagreb                      | Dr. Mate Ujević, der Leiter des Kroatischen Verlags- und Bibliographischen Instituts und Herausgeber der Kroatischen Enzyklopädie, rettete seinen jüdischen Kollegen Manko Berman, der 1942 ins KZ Jasenovac deportiert worden war, das Leben. Ujević setzte sich für dessen Freilassung ein mit der Begründung, dass das Institut ohne Bermans administrative Fähigkeiten nicht funktionieren könne. Nach sechs Monaten erreichte er die Freilassung Bermans und holte ihn persönlich in Jasenovac ab. Später besorgte Ujević Berman und dessen Familie die notwendigen Reisedokumente für ihre erfolgreiche Flucht in die italienische Besatzungszone. | 1994 |
| Ludwik Valentintic        |               | 30. Dez. 1944 | Zagreb                      | Der Slowene Ludwik Valentintic und seine Frau Vera Valentintic aus Zagreb versteckten im Sommer 1944 das jüdische Flüchtlingsmädchen Sylvia Susana Knoll aus Wien in ihrem Haus. | 2003 |
| Vera Valentintic          | 1920          |               | Zagreb                      | Der Slowene Ludwik Valentintic und seine Frau Vera Valentintic aus Zagreb versteckten im Sommer 1944 das jüdische Flüchtlingsmädchen Sylvia Susana Knoll aus Wien in ihrem Haus. | 2003 |
| Ljudevit Vrancic          | 1885          | 1970          | Ludbreg                     | Ljudevit Vrančić versteckte in Ludbreg zwei jüdische Mitbürger und organisierte ihren illegalen Transfer. | 2021 |
| Ivan Vranetić             | 2. Okt. 1927  | 3. Feb. 2010  | Topusko                     | Der 17-jährige Ivan Vranetić aus Topusko riskierte mehrmals sein Leben, indem er Juden versteckte und ihnen half. Im September 1943 hatten die jugoslawische Partisanen ein Internierungslager für Juden auf der Adriainsel Rab evakuiert. Die meisten jüdischen Männer schlossen sich den Partisanen an, die jüdischen Mütter mit Kindern und Kranken wurden in den von den Partisanen kontrollierten Dörfern untergebracht. Vranetić half den jüdischen Flüchtlingen und organisierte Verstecke für sie. Wenn sich der Frontverlauf änderte, warnte er seine jüdischen Schützlinge vor der herannahenden Front, fand neue Verstecke für sie, begleitete sie dorthin und kümmerte sich um alle ihre Bedürfnisse. Zu den jüdischen Mitbürgern, denen Ivan Vranetić half, gehörten Matilda Perera, ihre Mutter, ihre Tochter und ihre Schwester, Erna Montiljo, Michael Atias, Gina Daniti und einige andere. Zwanzig Jahre nach dem Krieg ging Vranetić nach Israel, heiratete Erna Montiljo, und wurde später zum Vorsitzenden der Organisation der in Israel lebenden Gerechten unter den Völkern ernannt. | 1970 |
| Dr. Dane Vukovic          | 1898          | 1980          | Gospic                      | Dr. Dane Vuković, der Leiter des Krankenhauses in Gospić, behielt erkrankte Juden länger als notwendig im Krankenhaus. So half er Eva Akerman sowie Elza Polak und ihrer zweijährigen Tochter Jelena Polak, die einen Monat lang im Krankenhaus bleiben konnten. Als die Ustascha das Krankenhaus durchsuchte, versteckte Dr. Vuković seine Schützlinge und verhinderte deren Gefangennahme und Deportation. | 2003 |
| Dr. Ante Vuletić          |               |               | Zagreb                      | Dr. Ante Vuletić, ein Spezialist für ansteckende Krankheiten und Leiter des Hygiene-Instituts in Zagreb, gelang – initiiert von Dr. Miroslav Schlesinger und unterstützt von Dr. Stanko Sielski – die Rettung von 68 jüdischen Ärzten und ihrer Familien, insgesamt etwa 200 Personen. Im Juli 1941 hatte der Leiter des Gesundheitswesens in Bosnien sich an die Behörden gewandt und darum gebeten, dass zusätzliche Ärzte nach Bosnien entsandt werden, um die Ausbreitung ansteckender Krankheiten, insbesondere der endemischen Syphilis, zu behandeln. Dr. Miroslav Schlesinger bat seinen Freund Dr. Ante Vuletić mit den Behörden zu sprechen und die Entsendung der von Deportation bedrohten jüdischen Ärzte zu erreichen, was nach zahlreichen Diskussionen gelang. Unterstützt wurde er dabei durch Dr. Stanko Sielski, der die Verlegungsbefehle für jüdische Ärzte nach Bosnien ausstellte. Später half Dr. Ante Vuletić den Juden, zu den Partisanen in die Wälder zu fliehen. Einer dieser Ärzte, Dr. Stjepan Steiner, wurde der Leibarzt von Josip Tito. | 1998 |
| Ljuba Žagar               | 17. März 1900 | 18. Juli 1975 | Zagreb                      | Ljuba Žagar und ihre Schwester Vera Roušal aus Zagreb retteten Ricki Danon, Ida Danon, Michael Danon und Leonard Danon, die Kinder ihrer jüdischen Freunde Zlata und Heskija Danon und von Heskijas Bruder Meir Danon und Rosa Danon. Die gesamte Familie Danon war nach dem deutschen Einmarsch in Jugoslawien im April 1941 in ein Internierungslager in Zagreb gebracht worden. Ljuba Žagar und Vera Roušal gelang es mit Hilfe eines Nachbarn, der Mitglied der Ustascha war, alle vier Kinder aus dem Internierungslager zu schmuggeln. Die Kinder von Meir Danon, Michael und Leonard, brachten sie zu einer Tante. Ricki und Ida, die Kinder von Heskija und Zlata Danon, versteckten sie über einen Monat lang in ihrem Haus und brachten sie dann mit dem Zug zu ihrer Tante Clara Alkalay nach Split in der italienischen Besatzungszone. | 1994 |
| Ljubica Zivkovic          | 1921          |               | Karlovac                    | Lujo Štefan, ein Möbeldesigner und Inhaber eines Möbelgeschäfts aus Karlovac, und seine Nichte, die 20-jährige Ljubica Štefan, versteckten die jüdische Nachbarin Hermina Eisler, nachdem deren Ehemann und Sohn im April 1941 von der Ustascha ermordet worden war. Dann organisierten sie eine Reisegenehmigung und Ljubica Štefan begleitete Hermina Eisler bei ihrer Bahnfahrt nach Crikvenica in der italienischen Besatzungszone. | 1992 |
| Antun Ziza                |               |               | Ludbreg                     | Miroslava und Antun Ziza versteckten in Ludbreg zwei Mitbürger jüdischen Glaubens. | 2021 |
| Miroslava Ziza            |               |               | Ludbreg                     | Miroslava und Antun Ziza versteckten in Ludbreg zwei Mitbürger jüdischen Glaubens. | 2021 |
| Silvestar Zubic           |               |               | Vukovar                     | Silvestar Zubic versteckte – zusammen mit Mirjana Andrejevic – die Jüdin Batya Gat. | 2019 |